# Service de transport de l'agglomération nancéienne
Pour les articles homonymes, voir Stan.
Le Service de transport de l'agglomération nancéienne, couramment abrégé sous le rétroacronyme Stan (en référence à l'apocope utilisée dans le langage familier pour désigner la place Stanislas), est le réseau de transports en commun de Nancy et de sa métropole, dans l'Est de la France.
Jusqu'au 31 décembre 2018, la société Transdev, via sa filiale à 100 % Transdev Nancy, exploite le réseau, succédant ainsi à Veolia Transport, à Connex et à la CGFTE (1974-2001). Depuis le 1er janvier 2019, c'est la société Keolis, à travers sa filiale Keolis Grand Nancy, qui exploite le réseau Stan.

## Histoire
En 1846, est mentionné l'existence de deux services d'omnibus reliant l’un Nancy à Saint-Nicolas-de-Port, et l'autre Maxéville à Saint-Nicolas[réf. nécessaire].

### Ancien tramway (1874-1958)
Le 23 mars 1874, un décret présidentiel autorise l’entrepreneur bruxellois Frédéric de la Hault à créer une desserte par tramway à traction de chevaux « de Bon-Secours au chemin de Gentilly, sur les routes nationales no 4 et 57, dans une partie des traversées de Nancy et Maxéville ». Cette ligne d'une longueur de 5 km a été inaugurée le 12 août 1874.
Le 8 décembre 1875, Monsieur de La Hault cède la concession à la Compagnie générale française de tramways. Cette cession est validée par décret présidentiel le 3 juin 1876.
Le réseau de tramways connaît un développement régulier, avec la création de nouvelles lignes entre 1881 et 1912. Son électrification s'étendra sur la période de 1899 à 1903.
En 1919, le réseau, qui desservait Nancy et sa banlieue sans toutefois pouvoir desservir les « hauts », s'agrandit par l'incorporation des deux lignes suburbaines vers Pont-Saint-Vincent et Dombasle-sur-Meurthe, jusque-là concédées à la Compagnie des tramways suburbains.
Le réseau de tramways a atteint son apogée en 1925, avec douze lignes totalisant 92 kilomètres de longueur.
En 1936, la conversion du réseau à l'autobus est déjà bien engagée, et il ne reste que six lignes de tramway en service. La Seconde Guerre mondiale et les pénuries de carburant qui en découlèrent interrompirent provisoirement le démantèlement du réseau jusqu'en 1948. Cependant, à ce moment, par manque d'entretien, le réseau est à bout de souffle, et les lignes de tramways encore en service sont remplacées par des autobus. Le 3 décembre 1958, la ligne 3 de Laxou à Essey-lès-Nancy, dernière exploitée en tramways, est remplacée par des autobus.
De 1905 à 1914, la ville de Nancy a aussi eu un funiculaire qui reliait le cimetière de Préville au parc de la Cure d'Air Saint-Antoine, le funiculaire de la Cure d'Air. Cette installation était exploitée par la Société anonyme la Cure d'Air Saint-Antoine, indépendante du réseau de tramway.

### Autobus seuls (1958-1980)
La période de 1958 à 1980, où les transports en commun nancéiens se limitaient à des lignes d'autobus de plus en plus engluées dans la circulation automobile, est marquée par un déclin de l'usage des transports en commun, jugées comme peu performants. Les investissements se concentrent alors sur l'amélioration de la circulation des voitures individuelles. Le District urbain de l'agglomération nancéienne, ancêtre de la communauté urbaine, prend la compétence « transports en commun » en 1970. Le réseau de transports en commun est alors moribond.
L'ancien réseau CGFTE était un réseau configuré en étoile, les différentes lignes reliant des communes et quartiers périphériques en passant par le centre de Nancy. Ainsi, à l'exception des lignes de rocades 30, 32 et 42, toutes les lignes desservaient l'arrêt Point central dans l'hypercentre de Nancy.

### Création d'un réseau de trolleybus (1980-2000)
Le maire de Nancy élu en 1977, Claude Coulais, décide d'impulser une nouvelle politique de déplacements. Après des études comparatives menées par le district, il a été décidé de créer un réseau de trolleybus. Ce nouveau réseau s'accompagnant de la création de couloirs réservés aux transports en commun permettant d'augmenter les fréquences et la régularité. Cette opération est couplée à une restructuration du réseau qui est intervenue le 25 novembre 1982. À cette date seule la ligne 19 est exploitée en trolleybus. La ligne 4 est électrifiée le 20 décembre suivant, et la ligne 3 le 4 septembre 1983. Initialement quatre autres lignes auraient dû être converties au trolleybus, mais le changement de majorité à Nancy aux élections municipales de 1983 interrompt le processus.

### Implantation du TVR (2001 - 2023)

Ancien logo du réseau, entre 2001 et 2013.

À la fin des années 1990, le parc de trolleybus commence à être vétuste[réf. nécessaire], et la communauté urbaine souhaite les remplacer en y substituant un matériel roulant permettant de réutiliser les lignes aériennes, mais aussi ayant l'image d'un mode « lourd ». Les élus choisissent le transport sur voie réservée (TVR) du constructeur canadien Bombardier Transport. Le plan de déplacements urbains (PDU) adopté par la communauté urbaine en 2000 prévoyait une refonte du réseau de transports de l'agglomération autour de trois axes forts équipés de tramways sur pneumatiques. Le projet devait se mettre en place progressivement jusqu'en 2006. La mise en service de la première ligne était prévue en 2000. Elle n'a finalement été ouverte qu'en 2001, mais de nombreuses difficultés techniques qui entachent sa fiabilité perdurent sur ce matériel roulant. Ces déboires techniques entrainent rapidement l'abandon du projet des deux lignes supplémentaires.
Le réseau a été entièrement restructuré lors de la mise en service du TVR, et afin de marquer son évolution, a été rebaptisé avec le nom commercial de STAN.

### Réorganisation de 2013
Dans le cadre de la mise en service de la ligne 2 en BHNS circulant du parc de Champ-le-Bœuf à Laneuveville-devant-Nancy le 24 août 2013, le réseau d'autobus a une nouvelle fois été entièrement réorganisé.
Cette réorganisation a été étudiée à partir de 2011, avec une concertation entre les élus qui s'est déroulée du 25 novembre 2011 au 8 février 2013. Les élus sont partis d'un réseau de 13 lignes en 2011 à 15 lignes plus des services de proximité début 2013.
Le réseau Stan 2013 tel qu'il était le 2 août 2013 a été voté lors de la réunion du conseil de la communauté urbaine le 8 février 2013.
De février à juin 2013 ont été mis en place des forums mobilité pour informer les usagers sur le projet.
Le 25 mars 2013 a été créée la ligne Mobistan Ouest.
La nouvelle organisation du réseau a été mise en place le 24 août 2013. L'élargissement de l'amplitude de service des lignes 1 et 2 de 0h30 à 2h30 les jeudis, vendredis et samedis et des navettes pour le cinéma UGC de Ludres ont été mis en service le 7 novembre 2013. Seulement, ces services n'ayant guère eu de succès auprès des voyageurs payants, ils ont été supprimés le 15 juillet 2014.
Le 6 janvier 2014, des adaptations sont apportées au réseau pour combler les déficits d'offre et de maillage.
Il est prévu la mise en place de comités de desserte.

### Réorganisation de 2019
Le 26 août 2019, le réseau est de nouveau entièrement remanié. Quelques lignes sont tout de même conservées voire prolongées. Stan 2019 apparaît plus comme une expérimentation avant l'arrivée du nouveau Tram de la ligne 1 (prévu pour l'horizon 2023-2024, pour un tracé entièrement achevé d'ici 2028).
Le réseau se structure autour des lignes Tempo (anciennement StanWay) qui circulent toute la semaine à partir de 5 h (7 h le dimanche) jusqu'à 0 h 30. Les quatre lignes, dont le tram, représentent 71 % du trafic. Au lancement, les autres lignes du réseau ne circulaient pas le dimanche et un service de transport à la demande devait pallier ce manque. À la suite de la demande de certaines personnalités politiques et des usagers, Keolis Grand Nancy a réadapté le réseau en remettant en place des lignes régulières le dimanche.
La promesse de ce nouveau réseau était également qu'il fonctionne avec des horaires identiques toute l'année. Plus d'horaires de vacances donc, y compris l'été. Dans les faits les lignes disposent encore d'horaires de vacances là où l'ancien réseau comptait des horaires de petites vacances et de grandes vacances.
De plus, la toute première ligne nocturne de l'agglomération, appelée « Pleine Lune », est mise en place. Cette ligne fonctionne durant les nuits du jeudi au vendredi, du vendredi au samedi et du samedi au dimanche. Elle effectue un trajet en boucle avec un terminus situé à la gare de Nancy. Ainsi, cette ligne relie la gare de Nancy, le centre-ville, une bonne partie de l'avenue du Général-Leclerc de Nancy (en longeant la voie de tram), le Boulevard des Aiguillettes à Villers-lès-Nancy, le quartier des Provinces à Laxou et la mairie de cette même commune, la Place de la Commanderie via la rue de Laxou, pour ensuite revenir à son point de départ. Elle propose quatre départs : à 1 h 30, 2 h 30, 3 h 30 et 4 h 30.
Ce réseau Stan 2019 accueille également deux navettes baptisées « Citadine », leur particularité étant d'être exploitées par des minibus 100 % électriques. La première, sur la commune de Nancy, relie le centre-ville et la gare aux différents équipements du centre (un passage toutes les 12 minutes), notamment en zones piétonnes difficilement accessibles par des bus classiques. La deuxième a un rôle similaire sur la commune de Vandœuvre-lès-Nancy (un passage toutes les 30 minutes).
De plus, le réseau Sub est beaucoup plus « ancré » dans la métropole et ne joue plus uniquement ce rôle de reliage entre le bassin de vie et la métropole, il assure également un service indispensable pour certains tronçons (comme l'avenue Paul Muller et l'avenue de la forêt de Haye qui ne dépendent désormais que de la future ligne 10, qui relie Pompey à Neuves-Maisons sans rupture de charge).
Ce réseau est une grande expérimentation, et sera considéré comme complet et efficace lors de la mise en place du tramway fer du Grand Nancy.
La mise en service de cette réorganisation se traduit par de nombreux dysfonctionnements et perturbations (retards, arrêts non desservis...), entraînant l'insatisfaction des usagers. Le prestataire réadapte à plusieurs reprises le réseau.

### Le réseau de remplacement

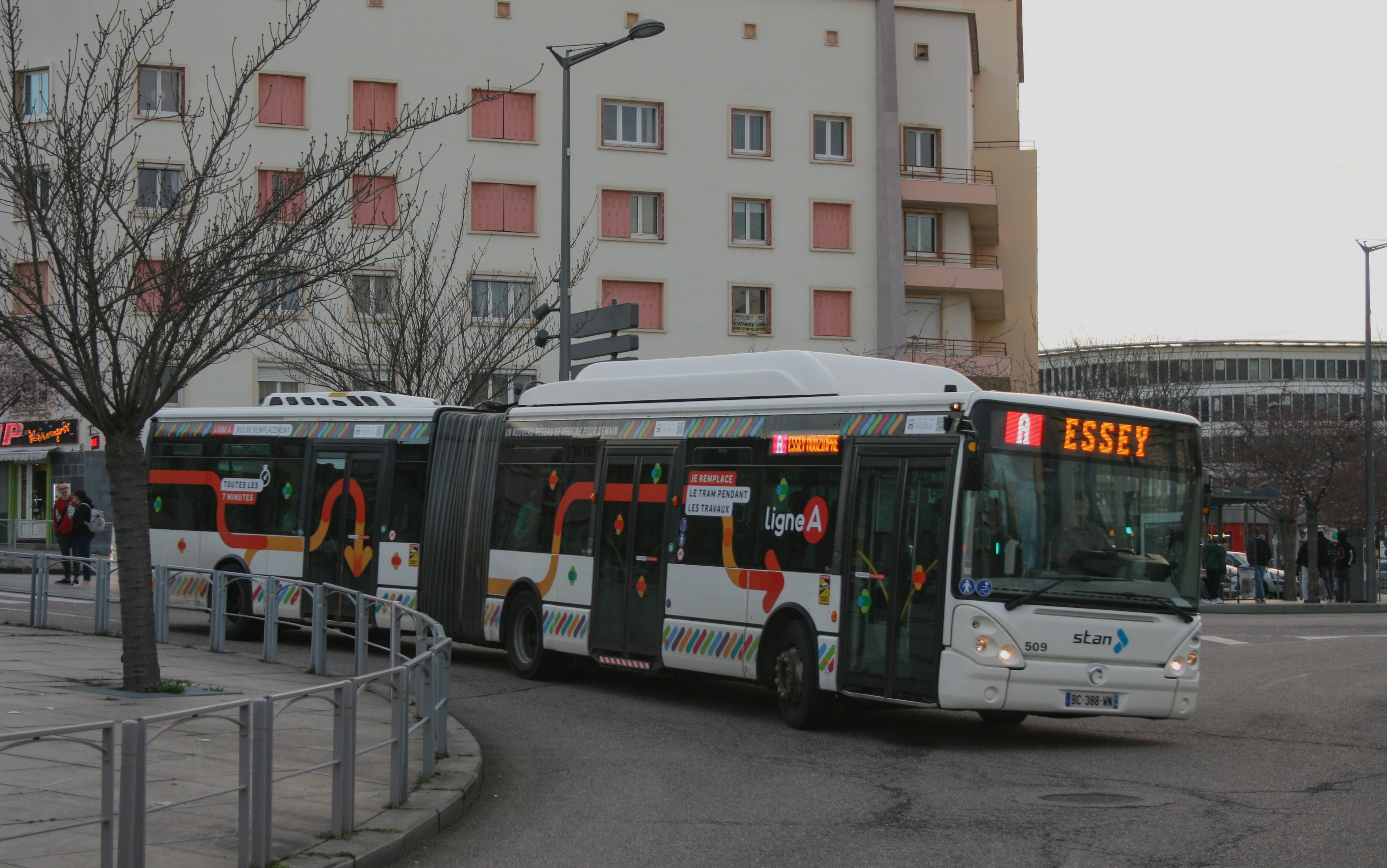
Un Citelis de la ligne A au Vélodrome, roulant sur la ligne A en direction d'Essey Mouzimpré.

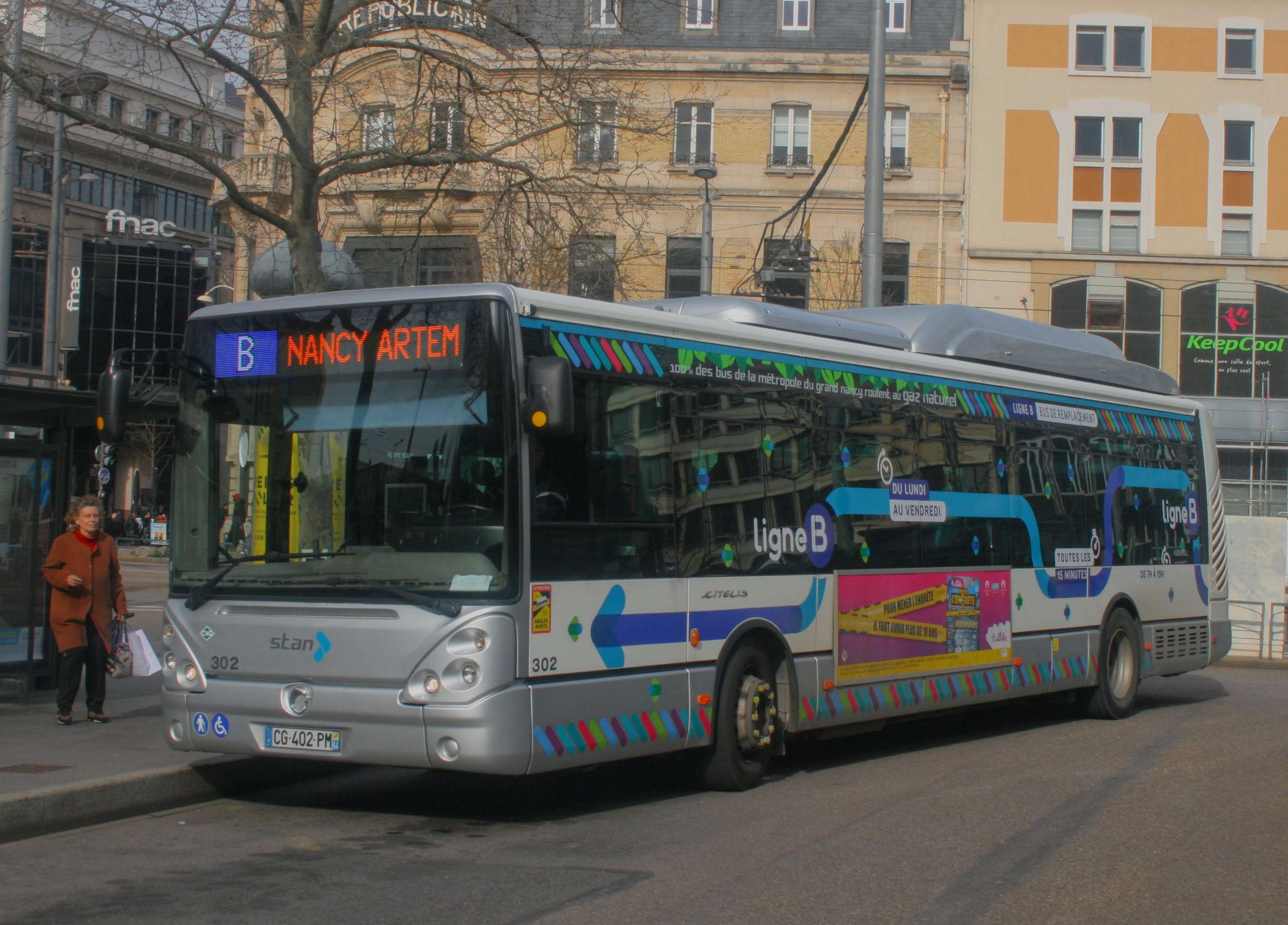
Un Citelis au terminus Nancy Gare de la ligne B.

Depuis le début du nouveau réseau de 2019, il était envisagé le remplacement du tramway sur pneu. Le projet d'un remplacement par un tram fer commençait à prendre vie, mais il a finalement été abandonné pour être reporté au mandat suivant, pour une réalisation après 2028,,.
Finalement, c'est le trolleybus biarticulé qui l'emportera, avec le modèle Light Tram du constructeur suisse Hess, un choix effectué parmi les trois constructeurs Hess, Van Hool et Solaris.
L'arrêt du TVR de Nancy était d'abord prévu pour fin février 2023, pour être finalement acté au 12 mars 2023,. Le 13 mars tôt le matin, le TVR effectuait ses derniers tours de roue,, afin d'être remplacé par deux lignes de bus, la ligne A, remplaçant la ligne T1 du tram de Vandœuvre CHU Brabois à Essey Mouzimpré, et la ligne B, effectuant alors des aller-retour entre la gare de le campus ARTEM Blandan. 21 Citelis articulés provenant du réseau de Bordeaux roulaient sur la première ligne, ainsi que 9 Urbanway hybrides GNV articulés.
Enfin, 5 bus standard furent en service sur la ligne B. Ce sont des Citelis déjà en service sur le réseau depuis 2012 sous la série des 300 à 314. Plusieurs bus de la ligne A et les 3 bus de la ligne B ont bénéficié de la pose d'une nouvelle livrée très voyante. Le reste du réseau n'est pas modifié, si ce n'est une modification d'itinéraire sur la ligne 13, et le renforcement de la fréquence sur la ligne Brabois Express (exploitation désormais avec des bus articulés). La ligne B, remplaçante du TVR, sera fermée le 13 mai 2024. Seule la ligne A assura le service jusqu'à l'inauguration du nouveau trolleybus.

Le nouveau trolleybus entre en service le 5 avril 2025. Il remplace donc l'ancien système TVR. La fréquence à terme atteindra la 5 minutes.
| Ligne | Caractéristiques | Caractéristiques                        | Caractéristiques                        | Caractéristiques                        | Caractéristiques                               | Caractéristiques                              | Caractéristiques                         | Caractéristiques                        | Caractéristiques                        |
| A     | Ligne A | Ligne A                                 | Ligne A                                 | Ligne A                                 | Ligne A                                        | Ligne A                                       | Ligne A                                  | Ligne A                                 | Ligne A                                 |
| A     | Vandœuvre CHU Brabois ⥋ Essey Mouzimpré | Vandœuvre CHU Brabois ⥋ Essey Mouzimpré | Vandœuvre CHU Brabois ⥋ Essey Mouzimpré | Vandœuvre CHU Brabois ⥋ Essey Mouzimpré | Vandœuvre CHU Brabois ⥋ Essey Mouzimpré        | Vandœuvre CHU Brabois ⥋ Essey Mouzimpré       | Vandœuvre CHU Brabois ⥋ Essey Mouzimpré  | Vandœuvre CHU Brabois ⥋ Essey Mouzimpré | Vandœuvre CHU Brabois ⥋ Essey Mouzimpré |
| ----- | --- | --------------------------------------- | --------------------------------------- | --------------------------------------- | ---------------------------------------------- | --------------------------------------------- | ---------------------------------------- | --------------------------------------- | --------------------------------------- |
| A     | Ouverture / Fermeture 13 mars 2023 / 5 avril 2025 | Longueur 13,35 km                       | Durée 60 ou 65 min                      | Nb. d’arrêts 30                         | Matériel Citelis 18 GNV Urbanway 18 Hybrid GNV | Jours de fonctionnement L, Ma, Me, J, V, S, D | Jour / Soir / Nuit / Fêtes O / O / — / O | Voy. / an —                             | Dépôt Marcel Brot                       |
| A     | Desserte : - Communes desservies : Vandœuvre-lès-Nancy, Nancy, Saint-Max, Essey-lès-Nancy. - Principaux arrêts desservis : Vandœuvre CHU Brabois, Vélodrome, Parc de Saurupt, Joffre Gare, Saint-Sébastien, Point Central, Place Charles III, Essey Mouzimpré. |                                         |                                         |                                         |                                                |                                               |                                          |                                         |                                         |
| A     | Autre : - Amplitude horaire : Du lundi au samedi de 5h30 à 00h30 et le dimanche de 6h à 00h30. - Fréquence de Passage : Un passage toutes les 7 minutes en journée du lundi au vendredi, 8 minutes le samedi et pendant les vacances scolaires et 15 minutes en soirée, un passage toutes les 15 minutes de 6h à 13h et de 10 minutes de 13h à 21h le dimanche. - Date de dernière mise à jour : 29 mars 2025. |                                         |                                         |                                         |                                                |                                               |                                          |                                         |                                         |
| A     | Dernière actualisation : — |                                         |                                         |                                         |                                                |                                               |                                          |                                         |                                         |
| B     | Ligne B | Ligne B                                 | Ligne B                                 | Ligne B                                 | Ligne B                                        | Ligne B                                       | Ligne B                                  | Ligne B                                 | Ligne B                                 |
| B     | Nancy Gare ⥋ Campus ARTEM Blandan |                                         |                                         |                                         |                                                |                                               |                                          |                                         |                                         |
| B     | Ouverture / Fermeture 13 mars 2023 / 13 mai 2024 | Longueur 2,94 km                        | Durée 50-60 min                         | Nb. d’arrêts 12                         | Matériel Citelis 12 GNV                        | Jours de fonctionnement L, Ma, Me, J, V       | Jour / Soir / Nuit / Fêtes O / — / — / O | Voy. / an —                             | Dépôt Marcel Brot                       |
| B     | Desserte : - Communes desservies : Nancy. - Principaux arrêts desservis : Nancy Gare, Painlevé, Nancy Thermal, Campus ARTEM Blandan. |                                         |                                         |                                         |                                                |                                               |                                          |                                         |                                         |
| B     | Autre : - Amplitude horaire : Du lundi au samedi de 7h à 19h. - Fréquence de Passage : Un passage toutes les 15 minutes en journée du lundi au vendredi, y compris pendant les vacances scolaires. - Date de dernière mise à jour : 23 mai 2024. |                                         |                                         |                                         |                                                |                                               |                                          |                                         |                                         |
| B     | Dernière actualisation : — |                                         |                                         |                                         |                                                |                                               |                                          |                                         |                                         |

### Réorganisation du réseau en 2025
Le 25 août 2025, de nombreuses lignes du réseau voient leurs fréquences de passage évoluer, ainsi que de nouvelles lignes créées, itinéraires modifiés ou encore des lignes fusionnées,:
- La ligne T1 voit sa fréquence de passage augmenter, passant d'un bus toutes les 7 minutes à un bus toutes les 5 minutes de 7h00 à 19h00 en semaine, durant la période scolaire, tandis que le Dimanche, sa fréquence passe d'un bus toutes les 20 minutes à un bus toutes les 15 minutes entre 8h00 et 12h00 ;
- La ligne T2 voit son itinéraire modifié au niveau de Plateau de Haye (à Laxou), passant désormais par les rues de la Meuse et du Mouzon, tandis que le Dimanche, sa fréquence de passage augmente entre 8h00 et 12h00, passant d'un bus toutes les 20 minutes à un bus toutes les 15 minutes ;
- La ligne T4 voit son itinéraire modifié dans le secteur de Vandœuvre-lès-Nancy, en desservant désormais les arrêts Parc des Sports Nations et Goethe situés sur les rues Gembloux et Goethe, tandis que les arrêts Nations, Kehl et Jeanne d’Arc ne sont plus desservis ;
- La ligne T5 voit le jour, reliant Meurthe-Canal (situé à Maxéville) à Roberval (situé à Vandœuvre-lès-Nancy), en passant par l'avenue de Metz et la Place Carnot sur la partie Nord de la ligne, et, sur la partie Sud, en passant par le boulevard de l’Europe, la rue de Crévic et la ZAC Roberval (située à Vandœuvre). La ligne fonctionnera de 5h00 à 0h30, avec en semaine, un passage toutes les 12 minutes entre 7h00 et 19h00 ;
- Les lignes Corol voient leurs itinéraires modifiés, notamment dans le secteur de Laxou où elles desservent désormais les arrêts Parc et Vezouze situés sur la rue de la Saône, ainsi que sur le secteur de Villers-lès-Nancy où elles passent désormais par le boulevard Cattenoz en lieu et place du boulevard des Aiguillettes. Leurs fréquences sont également revues à la hausse, avec un passage toutes les 15 minutes en heure de pointe en semaine (au lieu de 20 minutes), toutes les 20 minutes le Samedi et pendant les vacances scolaires (au lieu de 30 minutes), et toutes les 40 minutes le Dimanche et les jours fériés (au lieu de 90 minutes) ;
- La ligne 10 voit son itinéraire raccourci sur sa partie Sud, avec un nouveau terminus situé Place Carnot, tandis que son ancienne desserte Sud est reprise par la nouvelle ligne 18 ;
- La ligne 11 est prolongée, d'une part sur sa partie Sud, jusqu'à l'arrêt La Rotonde (situé à Heillecourt), permettant de desservir le Parc des Expositions ainsi que le groupe scolaire La Malgrange, tandis que le terminus partiel ARTEM Vauban (situé à Nancy) est supprimé, et d'autre part sur sa partie Nord jusqu'à Jardins Fleuris (situé à Saulxures-lès-Nancy). Enfin, sa fréquence de passage est également augmentée, passant d'un bus toutes les 20 minutes à un bus toutes les 15 minutes en semaine entre les arrêts Porte de Bosserville (situé à Tomblaine) et La Rotonde, et le Dimanche, la fréquence passe d'un bus toutes les 60 minutes à un bus toutes les 40 minutes ;
- La ligne 12 est prolongée jusqu'à Malzéville, passant par les rues Gustave Nordon, des Savlons et de l'avenue du Maréchal de Lattre de Tassigny, et voit sa fréquence de passage augmentée entre 7h00 et 8h00, avec un bus toutes les 15 minutes au lieu d'un toutes les 20 minutes ;
- La ligne 13 est prolongée jusqu'à la ZA Saint-Jacques (située à Maxéville), permettant de desservir finement celle-ci via les arrêts Alfred Kestler, Albert Einstein et le nouveau terminus ;
- La ligne 16 voit son itinéraire modifié, passant désormais par les avenues Poincaré et Foch, tandis que son terminus partiel Margeville est supprimé, et sa fréquence de passage est aussi renforcée aux heures de pointe en semaine de période scolaire, avec un passage toutes les 12 minutes (contre toutes 20 minutes auparavant), et avec un passage toutes les 40 minutes le Samedi, le Dimanche, les jours fériés et en période de vacances scolaires (contre toutes les 60 minutes auparavant) ;
- La ligne 18 remplace la ligne Brabois Express, reliant désormais la Gare de Nancy - République à Brabois Santé (situé à Vandœuvre-lès-Nancy), en reprenant l'ancien itinéraire de la ligne 10, et est également prolongée jusqu'à Pont-Saint-Vincent ;
- La ligne 23 est prolongée jusqu'à la gare de Rosières-aux-Salines, les arrêts Saulcy (situé à Dombasle-sur-Meurthe), Hôpital et Musée (situés à Saint-Nicolas-de-Port) sont désormais desservis dans les 2 sens, tandis que les arrêts Le Nid (situé à Saint-Nicolas-de-Port), Vosges et Blainville (situés à Dombasle-sur-Meurthe) sont supprimés. Enfin, les horaires de la ligne évoluent, avec un nouveau départ à 4h50 depuis la gare de Rosières-aux-Salines, et un dernier départ désormais à 21h40 depuis l'arrêt Vélodrome (situé à Vandœuvre-lès-Nancy) ;
- La ligne 24 voit son itinéraire modifié, avec la suppression de la desserte des communes de Dombasle-sur-Meurthe, Varangéville et Art-sur-Meurthe, tandis que l'arrêt Filatures (situé à Saint-Nicolas-de-Port) est son nouveau terminus, en desservant désormais l'arrêt Le Nid, et effectuant son second terminus à la Piscine de Laneuveville-devant-Nancy. Enfin, la ligne circule désormais du Lundi au Samedi uniquement ;
- Les lignes 31 et 32 fusionnent en une nouvelle ligne 32, reliant les arrêts La Fallée (situé à Essey-lès-Nancy) au Collège Jean Lamour (situé à Nancy), en passant par la rue Jean XXIII à Saint-Max, et en desservant les quartiers Mouzimpré, Plein Soleil et la Mairie d'Essey-lès-Nancy ;
- La ligne 33 est prolongée dans sa partie Sud jusqu'à l'arrêt Gabriel Fauré (situé à Jarville-la-Malgrange), en passant par l'avenue de la Malgrange et la rue de la République ;

Enfin, les services de transport à la demande Résago voient plusieurs modifications entrer en vigueur :
- Le Résago 1 voit 2 arrêts ajoutés (Joli Coeur et Pierson), tandis que les arrêts Oberlin et Dieuze ne sont plus desservis ;
- Le Résago 3 dessert désornais les arrêts Oberlin et Dieuze, en lieu et place du Résago 1 ;
- Le Résago 4 voit le jour, desservant les communes de Ludres, Fléville-devant-Nancy, Heillecourt et Houdemont (via l'arrêt Porte Sud) ;
- Le Résago Dimanche dessert désormais la commune de Ludres, et fonctionne le Dimanche et les jours fériés, de 7h00 à 19h00.

## Utilisation
| Année | Milliers de voyages |
| ----- | ------------------- |
| 1998  | 21 500              |
| 1999  | 20 500              |
| 2000  | 19 600              |
| 2001  | 16 660              |
| 2002  | 17 111              |
| 2003  | 18 357              |
| 2004  | 21 285              |
| 2005  | 21 864              |
| 2006  | 22 921              |
| 2007  | 23 845              |
| 2008  | 25 336              |
| 2009  | 25 452              |
| 2010  | 25 058              |
| 2011  | 26 048              |
| 2012  | 25 619              |
| 2013  | 24 552              |
| 2014  | 25 990              |
| 2015  | 26 681              |
| 2016  | 26 050              |
| 2017  | 27 150              |
| 2018  | 28 056              |
| 2019  | 27 385              |
| 2020  | 15 915              |

En 2012, 9 millions de km ont été réalisés sur le réseau et plus de 26 millions de voyages ont été effectués. Chaque jour, 115 000 voyages sont réalisés sur les lignes du réseau Stan.
En 2013, année de transition vers le nouveau réseau, 8,7 millions de km ont été réalisés pour 24,55 millions de validations. La baisse constatée est due au changement de réseau et à une grève perlée qui a duré des mois.

## Communes desservies et tarification
Le réseau Stan dessert les 20 communes de la Métropole du Grand Nancy, c'est-à-dire Art-sur-Meurthe, Dommartemont, Essey-lès-Nancy, Fléville-devant-Nancy, Heillecourt, Houdemont, Jarville-la-Malgrange, Laneuveville-devant-Nancy, Laxou, Ludres, Malzéville, Maxéville, Nancy, Pulnoy, Saint-Max, Saulxures-lès-Nancy, Seichamps, Tomblaine, Vandœuvre-lès-Nancy et Villers-lès-Nancy.
Les titres de transport Stan fonctionnent sur l'ensemble du réseau au sein de la métropole du Grand Nancy mais il est également possible d'utiliser les titres MixCités qui permettent d'utiliser les réseaux Stan, Sub et Le Sit.
Les communautés de communes suburbaines et périphériques sont desservies par les réseaux TER Fluo Grand Est (Région), Fluo Grand Est 54 (département), SUB (bassin de Pompey, Communauté de communes des pays du Sel et Vermois et Communauté de communes de Moselle et Madon), Le Sit (Bassin de Pompey), et T'MM (Communauté de communes de Moselle et Madon).
Hormis le pays du sel et Vermois, le bassin de vie de Nancy est accessible en train avec la gamme de titres MixCités, favorisant ainsi les correspondances.
S'il traverse l'agglomération nancéienne, le réseau Fluo Grand Est 54 ne permet en aucun cas un trajet effectué entre deux arrêts de cette zone. Sur le bassin de vie, cela est néanmoins réalisable, mais très peu rentable, sauf sur le bassin de Pompey où il est possible de voyager avec son abonnement ou un titre de la game de titres Le Sit (chargé sur carte SimpliCités) à l'intérieur uniquement du bassin de Pompey.
Le réseau T'MM desservant la communauté de communes de Moselle et Madon est, quant à lui, totalement gratuit.

## Organisation administrative et technique
L'autorité organisatrice des Mobilités est la Métropole du Grand Nancy. Elle en a confié l'exploitation à la société Keolis par le biais d'une délégation de service public pour une durée de six ans à compter du 1er janvier 2019.
La Métropole est aussi membre, avec le Conseil régional, la Communauté de Communes du Bassin de Pompey, la Communauté de communes des Pays du Sel et du Vermois, et la Communauté de Communes de Moselle et Madon, du Syndicat mixte des transports suburbains de Nancy (SMTSN). Celui-ci est autorité organisatrice de transport du réseau suburbain du bassin de vie de l'agglomération de Nancy, mais il assure aussi l'harmonisation des tarifs et de l'information, ainsi que la coordination des lignes des partenaires.

### Plan de déplacements urbains
Selon les anciens termes de la géographie territoriale, la Métropole du Grand Nancy, qui est périmètre de transport urbain dispose d'un plan de déplacements urbains. Ce document a été approuvé en juillet 2000, et révisé en 2006.

#### PDU de 2000
Le PDU approuvé en juillet 2000 prévoyait la mise en service de la ligne 1 de TVR, ainsi que les mesures connexes : création de parcs relais, réorganisation du réseau de bus, nouveau plan de circulation dans le cœur de l’agglomération comprenant une extension de la zone piétonne, la création d'un pôle intermodal à proximité de la gare (place de la République), ainsi que l'amélioration de la desserte de quartiers d’habitat social (Haussonville, Mouzimpré).
En outre, le PDU prévoyait la mise en œuvre du schéma vélo, le renouvellement du parc d'autobus par des véhicules accessibles aux personnes à mobilité réduite. Il prévoyait un certain nombre d'investissement routiers (liaison A330 / RD2 bis / RN74, boulevard Meurthe et Canal jusqu’à l’avenue du XXe Corps) ainsi que l’extension du stationnement payant de surface sur la commune de Nancy. Sur le plan institutionnel, il envisageait la création d'un syndicat mixte de type « SRU » pour organiser les transports suburbains.

#### PDU de 2006
À la suite des évolutions législatives et règlementaires, le PDU a été révisé à partir de 2005. Ce document a été arrêté le 17 février 2006 et approuvé le 6 octobre 2006.

### Budget
La partie transports urbains du budget primitif 2013 de la communauté urbaine du grand Nancy prévoit 64 251 374 euros de dépenses d'exploitation (dont 3 097 034 euros seront couverts par une subvention) et 54 359 156 euros aux dépenses d'investissement (dont 7 437 833 euros seront couverts par des subventions et 30 313 917 euros par l'emprunt).

### Effectifs
Le réseau Stan, géré par Keolis Grand Nancy, compte 790 salariés dont 563 conducteurs.

### Billetique
Une nouvelle billetique est arrivée sur le réseau Stan le 24 août 2008.
Les pass magnétiques, bien que conservés, sont en partie remplacés par la carte SimpliCités. Il s'agit d'une carte sans contact comportant une puce électronique. Les titres rechargés sur la carte peuvent être simplement un ou plusieurs voyages ou un abonnement. Son utilisation est possible sur la plupart des réseaux Lorrains et en région Grand Est (avec les titres de transports appropriés préalablement rechargés) :
- STAN : réseau urbain de Nancy
- SUB : réseau suburbain de Nancy
- LE SIT : réseau du Bassin de Pompey
- TER Fluo Grand Est : réseau ferroviaire régional
- Fluo Grand Est 54 : réseau départemental de Meurthe-et-Moselle
- Fluo Grand Est 57 : réseau départemental de Moselle
- LE MET' : réseau urbain de Metz Métropole

Il est possible de recharger sa carte SimpliCités en ligne grâce à l'e-boutique du réseau Stan.

## Réseau

### Description
Le réseau Stan a subi une restructuration effective à partir du 26 août 2019
Il est composé de plusieurs catégories de lignes :
- 4 lignes Tempo T1 à T4
- 2 lignes circulaire « Corol » C1 et C2
- 17 lignes urbaines et des services à la demande (Resago, Flexo soirée et matin…)
- 1 ligne de nuit
- 2 lignes Citadine

De plus, la restructuration conserve le service handistan et lui ajoute deux services de transports à la demande:
- Résago (1/2/3, Dimanche et Matin).
- Pleine Lune
- Flexo Soirée

Depuis le 13 mars 2023, un réseau de remplacement est en place, et la ligne Tempo 1 est remplacée par les lignes A, B et Brabois Express.

### Les lignes du réseau

#### Lignes Tempo
Depuis août 2019, les lignes "Stanway" sont renommées "Tempo". La ligne Tempo 1 était jusqu'en 2023 exploitée par le tramway sur pneu. Elle l'est depuis le 5 avril 2025 par le nouveau trolleybus bi-articulé. Les lignes Tempo 2 et Tempo 3 sont exploitées à l'aide des BHNS (d'autres bus peuvent parfois entrer en ligne). La ligne Tempo 4 est exploitée à l'aide de bus articulés classiques.
| Ligne | Caractéristiques | Caractéristiques                             | Caractéristiques                             | Caractéristiques                             | Caractéristiques                                          | Caractéristiques                              | Caractéristiques                             | Caractéristiques                             | Caractéristiques                             |
| T1    | Tempo 1 | Tempo 1                                      | Tempo 1                                      | Tempo 1                                      | Tempo 1                                                   | Tempo 1                                       | Tempo 1                                      | Tempo 1                                      | Tempo 1                                      |
| T1    | Vandœuvre Brabois-Hôpitaux ⥋ Essey Mouzimpré | Vandœuvre Brabois-Hôpitaux ⥋ Essey Mouzimpré | Vandœuvre Brabois-Hôpitaux ⥋ Essey Mouzimpré | Vandœuvre Brabois-Hôpitaux ⥋ Essey Mouzimpré | Vandœuvre Brabois-Hôpitaux ⥋ Essey Mouzimpré              | Vandœuvre Brabois-Hôpitaux ⥋ Essey Mouzimpré  | Vandœuvre Brabois-Hôpitaux ⥋ Essey Mouzimpré | Vandœuvre Brabois-Hôpitaux ⥋ Essey Mouzimpré | Vandœuvre Brabois-Hôpitaux ⥋ Essey Mouzimpré |
| ----- | --- | -------------------------------------------- | -------------------------------------------- | -------------------------------------------- | --------------------------------------------------------- | --------------------------------------------- | -------------------------------------------- | -------------------------------------------- | -------------------------------------------- |
| T1    | Ouverture / Fermeture 5 avril 2025 / — | Longueur 9,88 km                             | Durée —                                      | Nb. d’arrêts 25                              | Matériel Hess Lightram 25 DC                              | Jours de fonctionnement L, Ma, Me, J, V, S, D | Jour / Soir / Nuit / Fêtes O / O / — / O     | Voy. / an -                                  | Dépôt Marcel Brot                            |
| T1    | Desserte : - Communes desservies : Vandœuvre-lès-Nancy, Nancy, Saint-Max, Essey-lès-Nancy. - Principaux arrêts desservis : Vandœuvre Brabois-Hôpitaux, Vélodrome-Callot, Gare - Pierre Sémard, Mairie de Saint-Max, Essey Mouzimpré. |                                              |                                              |                                              |                                                           |                                               |                                              |                                              |                                              |
| T1    | Autre : - Amplitude horaire : Du lundi au samedi de 4h30 à 00h30 et le dimanche de 6h à 00h30. - Fréquence de Passage : Un passage toutes les 5 minutes en journée du lundi au vendredi, 7 minutes le samedi et pendant les vacances scolaires et 15 minutes en soirée, un passage toutes les 20 minutes de 7h à 15h et de 10 minutes de 15h à 21h le dimanche. - Date de dernière mise à jour : 25 mai 2023. |                                              |                                              |                                              |                                                           |                                               |                                              |                                              |                                              |
| T1    | Dernière actualisation : — |                                              |                                              |                                              |                                                           |                                               |                                              |                                              |                                              |
| T2    | Tempo 2 | Tempo 2                                      | Tempo 2                                      | Tempo 2                                      | Tempo 2                                                   | Tempo 2                                       | Tempo 2                                      | Tempo 2                                      | Tempo 2                                      |
| T2    | Laxou Sapinière ⥋ Laneuveville Centre |                                              |                                              |                                              |                                                           |                                               |                                              |                                              |                                              |
| T2    | Ouverture / Fermeture 24 août 2013 / — | Longueur 14 km                               | Durée 50-60 min                              | Nb. d’arrêts 40                              | Matériel Créalis Néo 18 (Irisbus)                         | Jours de fonctionnement L, Ma, Me, J, V, S, D | Jour / Soir / Nuit / Fêtes O / O / — / O     | Voy. / an —                                  | Dépôt Marcel Brot                            |
| T2    | Desserte : - Communes desservies : Laxou, Maxéville, Nancy, Jarville-la-Malgrange, Laneuveville-devant-Nancy. - Principaux arrêts desservis : Laxou Sapinière, Palais des Sports - Gentilly, Tilleul Argenté, Nancy Gare, Place Charles III - Marché, Place des Vosges, Jarville République, Laneuveville Centre. |                                              |                                              |                                              |                                                           |                                               |                                              |                                              |                                              |
| T2    | Autre : - Amplitude horaire : Du lundi au samedi de 5h à 00h30 et le dimanche de 7h à 00h30. - Fréquence de Passage : Un passage toutes les 7/8 minutes en journée du lundi au samedi, y compris pendant les vacances scolaires (10 minutes le samedi matin), et un passage toutes les 30 minutes tous les soirs de l’année entre 21h et 00h30, et avec les mêmes horaires avant 7h et après 20h du lundi au samedi toute l’année, et un passage toutes les 30 minutes de 7h à 13h, toutes les 20 minutes de 13h à 22h et toutes les 30 minutes de 22h à 00h30 le dimanche. - Date de dernière mise à jour : 1er janvier 2022. |                                              |                                              |                                              |                                                           |                                               |                                              |                                              |                                              |
| T2    | Dernière actualisation : — |                                              |                                              |                                              |                                                           |                                               |                                              |                                              |                                              |
| T3    | Tempo 3 | Tempo 3                                      | Tempo 3                                      | Tempo 3                                      | Tempo 3                                                   | Tempo 3                                       | Tempo 3                                      | Tempo 3                                      | Tempo 3                                      |
| T3    | Villers Campus Sciences ⥋ Seichamps Haie Cerlin |                                              |                                              |                                              |                                                           |                                               |                                              |                                              |                                              |
| T3    | Ouverture / Fermeture 24 août 2013 / — | Longueur 17 km                               | Durée 60-90 min                              | Nb. d’arrêts 46                              | Matériel Créalis Néo 18 (Irisbus) Urbanway 18 Hybride GNV | Jours de fonctionnement L, Ma, Me, J, V, S, D | Jour / Soir / Nuit / Fêtes O / O / N / O     | Voy. / an —                                  | Dépôt Marcel Brot                            |
| T3    | Desserte : - Communes desservies : Villers-lès-nancy, Laxou, Nancy, Tomblaine, Essey-lès-Nancy, Pulnoy, Seichamps. - Principaux arrêts desservis : Villers Campus Sciences, Laxou Provinces, Médreville, Nancy Gare, Place des Vosges, Mouzimpré, Porte Verte, Collège Goncourt, Seichamps Haie Cerlin. |                                              |                                              |                                              |                                                           |                                               |                                              |                                              |                                              |
| T3    | Autre : - Amplitude horaire : Du lundi au samedi de 5h à 00h30 et le dimanche de 7h à 00h30. - Fréquence de Passage : Un passage toutes les 10 minutes en semaine, y compris pendant les vacances scolaires et le samedi matin, un passage toutes les 30 minutes de 7h à 00h30 le dimanche. - Date de dernière mise à jour : 1er janvier 2022. |                                              |                                              |                                              |                                                           |                                               |                                              |                                              |                                              |
| T3    | Dernière actualisation : — |                                              |                                              |                                              |                                                           |                                               |                                              |                                              |                                              |
| T4    | Tempo 4 | Tempo 4                                      | Tempo 4                                      | Tempo 4                                      | Tempo 4                                                   | Tempo 4                                       | Tempo 4                                      | Tempo 4                                      | Tempo 4                                      |
| T4    | Laxou Champ-le-Boeuf ⥋ Houdemont Porte Sud |                                              |                                              |                                              |                                                           |                                               |                                              |                                              |                                              |
| T4    | Ouverture / Fermeture 24 août 2013 / — | Longueur 14,6 km                             | Durée 45 min                                 | Nb. d’arrêts 42                              | Matériel Iveco Urbanway 18 GNV, Citaro G C1 Facelift      | Jours de fonctionnement L, Ma, Me, J, V, S, D | Jour / Soir / Nuit / Fêtes O / O / N / O     | Voy. / an —                                  | Dépôt Marcel Brot                            |
| T4    | Desserte : - Communes desservies : Laxou, Nancy, Vandœuvre-lès-Nancy, Heillecourt, Houdemont. - Principaux arrêts desservis : Laxou Champ-le-Boeuf, Sapinière, Beauregard Sainte-Anne, Nancy Gare, Place Charles III - Marché, Pichon, Nations, Vandoeuvre Roberval, Houdemont Porte Sud. |                                              |                                              |                                              |                                                           |                                               |                                              |                                              |                                              |
| T4    | Autre : - Amplitude horaire : Du lundi au samedi de 5h à 00h30 et le dimanche de 7h à 00h30. - Fréquence de Passage : Un passage toutes les 10 minutes en semaine, y compris pendant les vacances scolaires, toutes les 15 minutes le samedi matin jusqu'à 13h, et un passage toutes les 30 minutes de 7h à 00h30 le dimanche. - Date de dernière mise à jour : 27 juillet 2019. |                                              |                                              |                                              |                                                           |                                               |                                              |                                              |                                              |
| T4    | Dernière actualisation : — |                                              |                                              |                                              |                                                           |                                               |                                              |                                              |                                              |

#### Lignes Corol
Pour les lignes Corol, le matériel utilisé n'est pas spécifique aux lignes. Ainsi, les deux lignes peuvent utiliser simultanément l'un de ces véhicules : Irisbus Citelis 12 GNV, Iveco Urbanway 12 GNV, Mercedes O530 Mk1 Citaro, Mercedes O530 Mk2 Citaro, Mercedes O530 C2 Citaro NGT. Cependant, sur la ligne Corol, la majorité des véhicules circulant sur la ligne sont des véhicules articulés de type Mercedes O530 G Mk2 Citaro (intitulés "bus 18 m" dans la catégorie "Matériel"), on observe alors l'exception le samedi et à quelques moments de la journée du lundi au vendredi.
| Ligne | Caractéristiques | Caractéristiques                                                                      | Caractéristiques                                                                      | Caractéristiques                                                                      | Caractéristiques                                                                      | Caractéristiques                                                                      | Caractéristiques                                                                      | Caractéristiques                                                                      | Caractéristiques                                                                      |
| C1    | Ligne Corol 1 (Plateau de Haye → Nancy gare → Jarville → Vélodrome) | Ligne Corol 1 (Plateau de Haye → Nancy gare → Jarville → Vélodrome)                   | Ligne Corol 1 (Plateau de Haye → Nancy gare → Jarville → Vélodrome)                   | Ligne Corol 1 (Plateau de Haye → Nancy gare → Jarville → Vélodrome)                   | Ligne Corol 1 (Plateau de Haye → Nancy gare → Jarville → Vélodrome)                   | Ligne Corol 1 (Plateau de Haye → Nancy gare → Jarville → Vélodrome)                   | Ligne Corol 1 (Plateau de Haye → Nancy gare → Jarville → Vélodrome)                   | Ligne Corol 1 (Plateau de Haye → Nancy gare → Jarville → Vélodrome)                   | Ligne Corol 1 (Plateau de Haye → Nancy gare → Jarville → Vélodrome)                   |
| C1    | Laxou Plateau de Haye ⥋ Laxou Plateau de Haye | Laxou Plateau de Haye ⥋ Laxou Plateau de Haye                                         | Laxou Plateau de Haye ⥋ Laxou Plateau de Haye                                         | Laxou Plateau de Haye ⥋ Laxou Plateau de Haye                                         | Laxou Plateau de Haye ⥋ Laxou Plateau de Haye                                         | Laxou Plateau de Haye ⥋ Laxou Plateau de Haye                                         | Laxou Plateau de Haye ⥋ Laxou Plateau de Haye                                         | Laxou Plateau de Haye ⥋ Laxou Plateau de Haye                                         | Laxou Plateau de Haye ⥋ Laxou Plateau de Haye                                         |
| ----- | --- | ------------------------------------------------------------------------------------- | ------------------------------------------------------------------------------------- | ------------------------------------------------------------------------------------- | ------------------------------------------------------------------------------------- | ------------------------------------------------------------------------------------- | ------------------------------------------------------------------------------------- | ------------------------------------------------------------------------------------- | ------------------------------------------------------------------------------------- |
| C1    | Ouverture / Fermeture 26 août 2019 / — | Longueur —                                                                            | Durée 80 min                                                                          | Nb. d’arrêts 53                                                                       | Matériel bus 18m                                                                      | Jours de fonctionnement L, Ma, Me, J, V, S, D                                         | Jour / Soir / Nuit / Fêtes O / O / N / N                                              | Voy. / an —                                                                           | Dépôt Marcel Brot                                                                     |
| C1    | Desserte : - Communes desservies : Laxou, Nancy, Jarville-la-Malgrange, Vandœuvre-lès-Nancy, Villers-lès-Nancy. - Principaux arrêts desservis : Laxou Plateau de Haye, Cascade La Fontaine, Nancy Gare, Place Charles III Point Central, Jarville République, Nations, Villers Mairie, Provinces, Sapinière, Laxou Plateau de Haye. |                                                                                       |                                                                                       |                                                                                       |                                                                                       |                                                                                       |                                                                                       |                                                                                       |                                                                                       |
| C1    | Autre : - Amplitude horaire : Du lundi au vendredi de 5h à 22h, le samedi de 6h à 21h et le dimanche de 7h à 21h - Fréquence de Passage : - Semaine période scolaire : toutes les 30 minutes entre 5h et 7h et toutes les 20 minutes entre 7h et 21h30 - Semaine vacances scolaire : toutes les 30 minutes entre 6h et 21h - Samedi : toutes les 30 minutes entre 6h et 21h - Dimanche : toutes les 1H15-30 de 7h à 20h30 - Particularité : Le sens C1 est défini par la traversée de la ligne du sens suivant : Laxou → Nancy → Jarville-la-Malgrange → Vandœuvre-lès-Nancy → Villers-lès-Nancy → Laxou - Date de dernière mise à jour : 30 juillet 2019.     |                                                                                       |                                                                                       |                                                                                       |                                                                                       |                                                                                       |                                                                                       |                                                                                       |                                                                                       |
| C1    | Dernière actualisation : — |                                                                                       |                                                                                       |                                                                                       |                                                                                       |                                                                                       |                                                                                       |                                                                                       |                                                                                       |
| C2    | Ligne Corol 2 (Plateau de Haye → Vélodrome → Jarville → Nancy gare → Plateau de Haye) | Ligne Corol 2 (Plateau de Haye → Vélodrome → Jarville → Nancy gare → Plateau de Haye) | Ligne Corol 2 (Plateau de Haye → Vélodrome → Jarville → Nancy gare → Plateau de Haye) | Ligne Corol 2 (Plateau de Haye → Vélodrome → Jarville → Nancy gare → Plateau de Haye) | Ligne Corol 2 (Plateau de Haye → Vélodrome → Jarville → Nancy gare → Plateau de Haye) | Ligne Corol 2 (Plateau de Haye → Vélodrome → Jarville → Nancy gare → Plateau de Haye) | Ligne Corol 2 (Plateau de Haye → Vélodrome → Jarville → Nancy gare → Plateau de Haye) | Ligne Corol 2 (Plateau de Haye → Vélodrome → Jarville → Nancy gare → Plateau de Haye) | Ligne Corol 2 (Plateau de Haye → Vélodrome → Jarville → Nancy gare → Plateau de Haye) |
| C2    | Laxou Plateau de Haye ⥋ Laxou Plateau de Haye |                                                                                       |                                                                                       |                                                                                       |                                                                                       |                                                                                       |                                                                                       |                                                                                       |                                                                                       |
| C2    | Ouverture / Fermeture 26 août 2019 / — | Longueur —                                                                            | Durée 80 min                                                                          | Nb. d’arrêts 51                                                                       | Matériel bus 18m                                                                      | Jours de fonctionnement L, Ma, Me, J, V, S                                            | Jour / Soir / Nuit / Fêtes O / O / N / N                                              | Voy. / an —                                                                           | Dépôt Marcel Brot                                                                     |
| C2    | Desserte : - Communes desservies : Laxou, Villers-lès-Nancy, Vandœuvre-lès-Nancy, Jarville-la-Malgrange, Nancy. - Principaux arrêts desservis : Laxou Plateau de Haye, Sapinière, Provinces, Villers Mairie, Nations, Jarville République, Place Charles III Point Central, Nancy Gare, Cascade La Fontaine, Laxou Plateau de Haye. |                                                                                       |                                                                                       |                                                                                       |                                                                                       |                                                                                       |                                                                                       |                                                                                       |                                                                                       |
| C2    | Autre : - Amplitude horaire : Du lundi au vendredi de 5h à 22h, le samedi de 6h à 21h et le dimanche de 7h à 21h - Fréquence de Passage : - Semaine période scolaire : toutes les 30 minutes entre 5h et 7h et toutes les 20-25 minutes entre 7h et 21h30 - Semaine vacances scolaire : toutes les 30 minutes entre 5h30 et 21h - Samedi : toutes les 30 minutes entre 5h30 et 21h - Dimanche : toutes les 1H30 de 7h à 20h30 - Particularité : Le sens C2 est défini par la traversée de la ligne du sens suivant : Laxou → Villers-lès-Nancy → Vandœuvre-lès-Nancy → Jarville-la-Malgrange → Nancy → Laxou - Date de dernière mise à jour : 30 juillet 2019. |                                                                                       |                                                                                       |                                                                                       |                                                                                       |                                                                                       |                                                                                       |                                                                                       |                                                                                       |
| C2    | Dernière actualisation : — |                                                                                       |                                                                                       |                                                                                       |                                                                                       |                                                                                       |                                                                                       |                                                                                       |                                                                                       |

#### Lignes urbaines
Pour les lignes urbaines, le matériel utilisé n'est pas spécifique à une seule ligne. Ainsi, toutes les lignes affichant "bus 12 m" dans la catégorie "Matériel" peuvent utiliser l'un de ces véhicules : Irisbus Citelis 12 GNV, Iveco Urbanway 12 GNV, Iveco Urbanway 12 Hybrid GNV, Mercedes O530 Mk1 Citaro, Mercedes O530 Mk2 Citaro, Mercedes O530 C2 Citaro NGT. Cependant, quelques bus articulés de type Mercedes O530 G Mk2 Citaro circulent sur les lignes 17 et 21 afin de s'adapter aux fréquentations des heures de pointe.
| Ligne | Caractéristiques | Caractéristiques                                                                          | Caractéristiques                                                                          | Caractéristiques                                                                          | Caractéristiques | Caractéristiques                                                                          | Caractéristiques                                                                          | Caractéristiques                                                                          | Caractéristiques                                                                          |
| 11    | Tomblaine Maria Deraismes / Saulxures Lorraine ⥋ Vandoeuvre Roberval / Nancy ARTEM Vauban | Tomblaine Maria Deraismes / Saulxures Lorraine ⥋ Vandoeuvre Roberval / Nancy ARTEM Vauban | Tomblaine Maria Deraismes / Saulxures Lorraine ⥋ Vandoeuvre Roberval / Nancy ARTEM Vauban | Tomblaine Maria Deraismes / Saulxures Lorraine ⥋ Vandoeuvre Roberval / Nancy ARTEM Vauban | Tomblaine Maria Deraismes / Saulxures Lorraine ⥋ Vandoeuvre Roberval / Nancy ARTEM Vauban                              | Tomblaine Maria Deraismes / Saulxures Lorraine ⥋ Vandoeuvre Roberval / Nancy ARTEM Vauban | Tomblaine Maria Deraismes / Saulxures Lorraine ⥋ Vandoeuvre Roberval / Nancy ARTEM Vauban | Tomblaine Maria Deraismes / Saulxures Lorraine ⥋ Vandoeuvre Roberval / Nancy ARTEM Vauban | Tomblaine Maria Deraismes / Saulxures Lorraine ⥋ Vandoeuvre Roberval / Nancy ARTEM Vauban |
| ----- | --- | ----------------------------------------------------------------------------------------- | ----------------------------------------------------------------------------------------- | ----------------------------------------------------------------------------------------- | --- | ----------------------------------------------------------------------------------------- | ----------------------------------------------------------------------------------------- | ----------------------------------------------------------------------------------------- | ----------------------------------------------------------------------------------------- |
| 11    | Ouverture / Fermeture 26 août 2019 / — | Longueur —                                                                                | Durée 45-60 min                                                                           | Nb. d’arrêts 49                                                                           | Matériel Citaro C1, Citaro C1 Facelift, Iveco Urbanway 12 GNV, Irisbus Citelis 12 GNV                                  | Jours de fonctionnement L, Ma, Me, J, V, S, D                                             | Jour / Soir / Nuit / Fêtes O / O / N / O                                                  | Voy. / an —                                                                               | Dépôt Marcel Brot                                                                         |
| 11    | Desserte : - Communes desservies : Saulxures-lès-Nancy, Tomblaine, Nancy, Vandœuvre-lès-Nancy. - Principaux arrêts desservis : Saulxures Lorraine, Tomblaine Maria Deraismes, La Meurthe, Place des Vosges, Nancy Gare, Painlevé, ARTEM, Vandoeuvre Roberval. |                                                                                           |                                                                                           |                                                                                           | |                                                                                           |                                                                                           |                                                                                           |                                                                                           |
| 11    | Autre : - Amplitude horaire : Du lundi au samedi de 6h à 21h30, le dimanche et les jours fériés de 7h à 19h15. - Fréquence de passage : Du lundi au samedi toute l'année toutes les 15 minutes sur le tronc commun, 30 minutes sur les branches. Le dimanche et les jours fériés toutes les 65 minutes (branches de Saulxures et Vandoeuvre uniquement) - Parcours spécifique : Alternance du lundi au samedi à raison d'un bus sur 2 entre les deux terminus Saulxures Lorraine et Tomblaine Maria Deraismes et réduction du parcours à raison d'un bus sur 2 également à l'arrêt Nancy ARTEM Vauban. Ainsi, les bus qui viennent de Saulxures Lorraine s'arrêtent à Nancy ARTEM Vauban tandis que ceux qui viennent de Tomblaine Maria Deraismes continuent jusqu'à Vandoeuvre Roberval et vice-versa. Le dimanche et les jours fériés, tous les bus sont au départ de Saulxures Lorraine jusqu'à Vandoeuvre Roberval et vice-versa. - Date de dernière mise à jour : 30 mars 2020. |                                                                                           |                                                                                           |                                                                                           | |                                                                                           |                                                                                           |                                                                                           |                                                                                           |
| 11    | Dernière actualisation : — |                                                                                           |                                                                                           |                                                                                           | |                                                                                           |                                                                                           |                                                                                           |                                                                                           |
| 12    | Malzéville Savlons ⥋ Heillecourt | Malzéville Savlons ⥋ Heillecourt                                                          | Malzéville Savlons ⥋ Heillecourt                                                          | Malzéville Savlons ⥋ Heillecourt                                                          | Malzéville Savlons ⥋ Heillecourt                                                                                       | Malzéville Savlons ⥋ Heillecourt                                                          | Malzéville Savlons ⥋ Heillecourt                                                          | Malzéville Savlons ⥋ Heillecourt                                                          | Malzéville Savlons ⥋ Heillecourt                                                          |
| 12    | Ouverture / Fermeture 26 août 2019 / — | Longueur —                                                                                | Durée 45 min                                                                              | Nb. d’arrêts 36                                                                           | Matériel Citaro C1, Citaro C1 Facelift, Citaro C2 NGT, Iveco Urbanway 12 GNV, Irisbus Citelis 12 GNV                   | Jours de fonctionnement L, Ma, Me, J, V, S, D                                             | Jour / Soir / Nuit / Fêtes O / O / N / O                                                  | Voy. / an —                                                                               | Dépôt Marcel Brot                                                                         |
| 12    | Desserte : - Communes desservies : Malzéville, Nancy, Jarville-la-Malgrange, Heillecourt. - Principaux arrêts desservis : Malzéville Savlons, MJC 3 Maisons, Place Carnot, Place Charles III Point Central, Quai de la Bataille, Sion, Heillecourt Mairie, Heillecourt. |                                                                                           |                                                                                           |                                                                                           | |                                                                                           |                                                                                           |                                                                                           |                                                                                           |
| 12    | Autre : - Amplitude horaire : Du lundi au samedi de 6h à 21h, le dimanche et les jours fériés de 7h à 20h10. - Fréquence : Du lundi au vendredi en période scolaire toutes les 15 minutes aux heures de pointe et toutes les 30 minutes le reste du temps. Les samedis de période scolaire et du lundi au samedi en période de vacances scolaires toutes les 30 minutes. Le dimanche et les jours fériés toute l'année toutes les 50 à 60 minutes. - Date de dernière mise à jour : 30 mars 2020. |                                                                                           |                                                                                           |                                                                                           | |                                                                                           |                                                                                           |                                                                                           |                                                                                           |
| 12    | Dernière actualisation : — |                                                                                           |                                                                                           |                                                                                           | |                                                                                           |                                                                                           |                                                                                           |                                                                                           |
| 13    | Maxéville Ecoparc ⥋ Dommartemont | Maxéville Ecoparc ⥋ Dommartemont                                                          | Maxéville Ecoparc ⥋ Dommartemont                                                          | Maxéville Ecoparc ⥋ Dommartemont                                                          | Maxéville Ecoparc ⥋ Dommartemont                                                                                       | Maxéville Ecoparc ⥋ Dommartemont                                                          | Maxéville Ecoparc ⥋ Dommartemont                                                          | Maxéville Ecoparc ⥋ Dommartemont                                                          | Maxéville Ecoparc ⥋ Dommartemont                                                          |
| 13    | Ouverture / Fermeture 26 août 2019 / — | Longueur —                                                                                | Durée 75 min                                                                              | Nb. d’arrêts 49                                                                           | Matériel Citaro C1, Citaro C1 Facelift, Citaro C2 NGT, Iveco Urbanway 12 GNV, Irisbus Citelis 12 GNV                   | Jours de fonctionnement L, Ma, Me, J, V, S, D                                             | Jour / Soir / Nuit / Fêtes O / O / N / O                                                  | Voy. / an —                                                                               | Dépôt Marcel Brot                                                                         |
| 13    | Desserte : - Communes desservies : Maxéville, Nancy, Saint-Max, Dommartemont. - Principaux arrêts desservis : Maxéville Ecoparc, Maxéville Mairie, Charles V, Place Carnot, Place Charles III Point Central, Gérard Barrois Stade Marcel Picot. |                                                                                           |                                                                                           |                                                                                           | |                                                                                           |                                                                                           |                                                                                           |                                                                                           |
| 13    | Autre : - Amplitude horaire : Du lundi au samedi de 6h à 21h, le dimanche et les jours fériés de 7h à 19h45. - Fréquence : Du lundi au samedi toute l'année toutes les 30 minutes. Le dimanche et les jours fériés toutes les 75 à 90 minutes. - Parcours spécifique : Terminus à Pôle de Santé les samedis, dimanches et jours fériés. - Particularité : Depuis 2024, l'affectation Citaro C1, Citaro C1 Facelift et Citaro C2 NGT est à nouveau autorisée en raison du rehaussement du pont ferroviaire rue Courbet. - Date de dernière mise à jour : 23 novembre 2024. |                                                                                           |                                                                                           |                                                                                           | |                                                                                           |                                                                                           |                                                                                           |                                                                                           |
| 13    | Dernière actualisation : — |                                                                                           |                                                                                           |                                                                                           | |                                                                                           |                                                                                           |                                                                                           |                                                                                           |
| 14 Ex | 14 Express | 14 Express                                                                                | 14 Express                                                                                | 14 Express                                                                                | 14 Express | 14 Express                                                                                | 14 Express                                                                                | 14 Express                                                                                | 14 Express                                                                                |
| 14 Ex | Nancy Gare ⥋ Ludres |                                                                                           |                                                                                           |                                                                                           | |                                                                                           |                                                                                           |                                                                                           |                                                                                           |
| 14 Ex | Ouverture / Fermeture 26 août 2019 / — | Longueur —                                                                                | Durée 35 min                                                                              | Nb. d’arrêts 25                                                                           | Matériel Intouro, Irisbus Crossway                                                                                     | Jours de fonctionnement L, Ma, Me, J, V, S, D                                             | Jour / Soir / Nuit / Fêtes O / O / N / O                                                  | Voy. / an —                                                                               | Dépôt Keolis Bouxières                                                                    |
| 14 Ex | Desserte : - Communes desservies : Nancy, Vandœuvre-lès-Nancy, Ludres. - Principaux arrêts desservis : Nancy Gare, Parc de Saurupt, St-François d'Assise, Ludres Cinéma, Ludres Mairie, Ludres Gare. |                                                                                           |                                                                                           |                                                                                           | |                                                                                           |                                                                                           |                                                                                           |                                                                                           |
| 14 Ex | Autre : - Amplitude horaire : Du lundi au samedi de 6h à 20h, le dimanche et les jours fériés de 7h à 21H15 - Fréquence : Du lundi au samedi toute l'année toutes les 30 à 75 minutes. Le dimanche et les jours fériés toutes les 90 minutes. - Particularité : Passage par l'autoroute pour une liaison directe et rapide entre Nancy et Ludres, en complément de l'offre SNCF (d'où la mention "Express") et desserte du dynapôle Ludres/Fléville à raison de 3 bus par jour du lundi au vendredi toute l'année. - Date de dernière mise à jour : 30 mars 2020. |                                                                                           |                                                                                           |                                                                                           | |                                                                                           |                                                                                           |                                                                                           |                                                                                           |
| 14 Ex | Dernière actualisation : — |                                                                                           |                                                                                           |                                                                                           | |                                                                                           |                                                                                           |                                                                                           |                                                                                           |
| 15    | Nancy Gare ⥋ Seichamps Ecoquartier | Nancy Gare ⥋ Seichamps Ecoquartier                                                        | Nancy Gare ⥋ Seichamps Ecoquartier                                                        | Nancy Gare ⥋ Seichamps Ecoquartier                                                        | Nancy Gare ⥋ Seichamps Ecoquartier                                                                                     | Nancy Gare ⥋ Seichamps Ecoquartier                                                        | Nancy Gare ⥋ Seichamps Ecoquartier                                                        | Nancy Gare ⥋ Seichamps Ecoquartier                                                        | Nancy Gare ⥋ Seichamps Ecoquartier                                                        |
| 15    | Ouverture / Fermeture 26 août 2019 / — | Longueur —                                                                                | Durée 40-45 min                                                                           | Nb. d’arrêts 31                                                                           | Matériel Citaro C1, Citaro C1 Facelift, Citaro C2 NGT, Urbanway 12 GNV, Urbanway 12 Hybrid GNV, Irisbus Citelis 12 GNV | Jours de fonctionnement L, Ma, Me, J, V, S, D                                             | Jour / Soir / Nuit / Fêtes O / O / N / O                                                  | Voy. / an —                                                                               | Dépôt Marcel Brot                                                                         |
| 15    | Desserte : - Communes desservies : Seichamps, Pulnoy, Saulxures-lès-Nancy, Tomblaine, Nancy. - Principaux arrêts desservis : Seichamps Ecoquartier, Seichamps Mairie, Pulnoy République, Saulxures Mairie, Grande Haie, Place des Vosges, Place Charles III Point Central, Nancy Gare. |                                                                                           |                                                                                           |                                                                                           | |                                                                                           |                                                                                           |                                                                                           |                                                                                           |
| 15    | Autre : - Amplitude horaire : Du lundi au samedi de 6h à 21h et le dimanche de 7h à 20h30 - Fréquence : - Lundi au vendredi : toutes les 30 minutes entre 6h à 8h, 9h30 à 17h et 18h30 à 21h et toutes les 15 minutes entre 8h à 9h30 et 17h à 18h30 - Samedi : toutes les 30 minutes entre 6h et 21h - Dimanche : toutes les heures entre 7h et 20h30 Jusqu'au 11 novembre, le terminus s'effectuait à l'arrêt Place Carnot. - Date de dernière mise à jour : 13 novembre 2019. |                                                                                           |                                                                                           |                                                                                           | |                                                                                           |                                                                                           |                                                                                           |                                                                                           |
| 15    | Dernière actualisation : — |                                                                                           |                                                                                           |                                                                                           | |                                                                                           |                                                                                           |                                                                                           |                                                                                           |
| 16    | Villers Clairlieu ⥋ Malzéville / Malzéville Margeville / Malzéville Pixérécourt | Villers Clairlieu ⥋ Malzéville / Malzéville Margeville / Malzéville Pixérécourt           | Villers Clairlieu ⥋ Malzéville / Malzéville Margeville / Malzéville Pixérécourt           | Villers Clairlieu ⥋ Malzéville / Malzéville Margeville / Malzéville Pixérécourt           | Villers Clairlieu ⥋ Malzéville / Malzéville Margeville / Malzéville Pixérécourt                                        | Villers Clairlieu ⥋ Malzéville / Malzéville Margeville / Malzéville Pixérécourt           | Villers Clairlieu ⥋ Malzéville / Malzéville Margeville / Malzéville Pixérécourt           | Villers Clairlieu ⥋ Malzéville / Malzéville Margeville / Malzéville Pixérécourt           | Villers Clairlieu ⥋ Malzéville / Malzéville Margeville / Malzéville Pixérécourt           |
| 16    | Ouverture / Fermeture 26 août 2019 / — | Longueur —                                                                                | Durée 60-70 min                                                                           | Nb. d’arrêts 54                                                                           | Matériel Citaro C2 NGT Urbanway 12 GNV, Citaro C1 Facelift, Citelis 12 GNV                                             | Jours de fonctionnement L, Ma, Me, J, V, S, D                                             | Jour / Soir / Nuit / Fêtes O / O / N / O                                                  | Voy. / an —                                                                               | Dépôt Marcel Brot                                                                         |
| 16    | Desserte : - Communes desservies : Villers-lès-Nancy, Laxou, Nancy, Malzéville. - Principaux arrêts desservis : Villers Clairlieu, Villers Collège Chepfer, Painlevé, Nancy Gare, Place Carnot, Sadi Carnot, Malzéville, Malzéville Margeville, Malzéville Pixérécourt. |                                                                                           |                                                                                           |                                                                                           | |                                                                                           |                                                                                           |                                                                                           |                                                                                           |
| 16    | Autre : - Amplitude horaire : Du lundi au samedi de 6h à 21h, le dimanche et les jours fériés de 7h à 20h. - Fréquence : Du lundi au vendredi toute l'année toutes les 15 à 30 minutes, le samedi toutes les 30 minutes, le dimanche et les jours fériés toutes les 65 à 90 minutes. - Parcours spécifique : Parcours prolongé à certaines heures à Malzéville Margeville (pour desservir le quartier éponyme) ou à Malzéville Pixérécourt (pour desservir le lycée agricole). - Particularité : Depuis juin 2024, l'exploitant utilise cette ligne comme "ligne pilote" pour la mise en service du nouveau SAEIV, et exploite donc la ligne à l'aide de Citaro C2 NGT uniquement. - Date de dernière mise à jour : 30 mars 2019. |                                                                                           |                                                                                           |                                                                                           | |                                                                                           |                                                                                           |                                                                                           |                                                                                           |
| 16    | Dernière actualisation : — |                                                                                           |                                                                                           |                                                                                           | |                                                                                           |                                                                                           |                                                                                           |                                                                                           |
| 17    | Villers Campus Sciences ⥋ Ludres Marvingt | Villers Campus Sciences ⥋ Ludres Marvingt                                                 | Villers Campus Sciences ⥋ Ludres Marvingt                                                 | Villers Campus Sciences ⥋ Ludres Marvingt                                                 | Villers Campus Sciences ⥋ Ludres Marvingt                                                                              | Villers Campus Sciences ⥋ Ludres Marvingt                                                 | Villers Campus Sciences ⥋ Ludres Marvingt                                                 | Villers Campus Sciences ⥋ Ludres Marvingt                                                 | Villers Campus Sciences ⥋ Ludres Marvingt                                                 |
| 17    | Ouverture / Fermeture 26 août 2019 / — | Longueur —                                                                                | Durée 30-40 min                                                                           | Nb. d’arrêts 33                                                                           | Matériel Citaro C1, Citaro C1 Facelift, Citaro C2 NGT, Irisbus Citelis 12 GNV, Citaro G C1 Facelift                    | Jours de fonctionnement L, Ma, Me, J, V, S, D                                             | Jour / Soir / Nuit / Fêtes O / O / N / O                                                  | Voy. / an —                                                                               | Dépôt Marcel Brot                                                                         |
| 17    | Desserte : - Communes desservies : Villers-lès-Nancy, Vandœuvre-lès-Nancy, Houdemont, Ludres. - Principaux arrêts desservis : Villers Campus Sciences, Vélodrome, Haut-de-Penoy, Houdemont Mairie, Houdemont Porte Sud, Ludres Cinéma, Ludres Mairie, Ludres Marvingt. |                                                                                           |                                                                                           |                                                                                           | |                                                                                           |                                                                                           |                                                                                           |                                                                                           |
| 17    | Autre : - Amplitude horaire : Du lundi au samedi de 6h à 21h, le dimanche et les jours fériés de 7h30 à 21h. - Fréquence : Du lundi au samedi toute l'année toutes les 20 à 30 minutes. Le dimanche et les jours fériés toutes les 90 minutes. - Date de dernière mise à jour : 30 mars 2020. |                                                                                           |                                                                                           |                                                                                           | |                                                                                           |                                                                                           |                                                                                           |                                                                                           |
| 17    | Dernière actualisation : — |                                                                                           |                                                                                           |                                                                                           | |                                                                                           |                                                                                           |                                                                                           |                                                                                           |
| 20    | Nancy Gare ⥋ Art-sur-Meurthe | Nancy Gare ⥋ Art-sur-Meurthe                                                              | Nancy Gare ⥋ Art-sur-Meurthe                                                              | Nancy Gare ⥋ Art-sur-Meurthe                                                              | Nancy Gare ⥋ Art-sur-Meurthe                                                                                           | Nancy Gare ⥋ Art-sur-Meurthe                                                              | Nancy Gare ⥋ Art-sur-Meurthe                                                              | Nancy Gare ⥋ Art-sur-Meurthe                                                              | Nancy Gare ⥋ Art-sur-Meurthe                                                              |
| 20    | Ouverture / Fermeture 26 août 2019 / — | Longueur —                                                                                | Durée 30-40 min                                                                           | Nb. d’arrêts 23                                                                           | Matériel Citaro C1, Citaro C1 Facelift, Citaro C2 NGT, Urbanway 12 GNV, Irisbus Citelis 12 GNV                         | Jours de fonctionnement L, Ma, Me, J, V, S, D                                             | Jour / Soir / Nuit / Fêtes O / O / N / O                                                  | Voy. / an —                                                                               | Dépôt Marcel Brot                                                                         |
| 20    | Desserte : - Communes desservies : Nancy, Tomblaine, Art-sur-Meurthe. - Principaux arrêts desservis : Nancy Gare, Place des Vosges, Grande Haie, Galilée, Ste-Marguerite, Bosserville, Art-sur-Meurthe. |                                                                                           |                                                                                           |                                                                                           | |                                                                                           |                                                                                           |                                                                                           |                                                                                           |
| 20    | Autre : - Amplitude horaire : Du lundi au samedi de 6h à 21h, le dimanche et les jours fériés de 11h à 18h30. - Fréquence : Du lundi au vendredi en période scolaire toutes les 30 minutes en heures de pointe et toutes les heures le reste du temps. Le samedi en période scolaire et du lundi au samedi en période de vacances scolaires toutes les heures. Six allers-retours le dimanche et les jours fériés. - Date de dernière mise à jour : 30 mars 2020. |                                                                                           |                                                                                           |                                                                                           | |                                                                                           |                                                                                           |                                                                                           |                                                                                           |
| 20    | Dernière actualisation : — |                                                                                           |                                                                                           |                                                                                           | |                                                                                           |                                                                                           |                                                                                           |                                                                                           |
| 21    | Nancy Gare ⥋ Fléville / Ludres Marvingt | Nancy Gare ⥋ Fléville / Ludres Marvingt                                                   | Nancy Gare ⥋ Fléville / Ludres Marvingt                                                   | Nancy Gare ⥋ Fléville / Ludres Marvingt                                                   | Nancy Gare ⥋ Fléville / Ludres Marvingt                                                                                | Nancy Gare ⥋ Fléville / Ludres Marvingt                                                   | Nancy Gare ⥋ Fléville / Ludres Marvingt                                                   | Nancy Gare ⥋ Fléville / Ludres Marvingt                                                   | Nancy Gare ⥋ Fléville / Ludres Marvingt                                                   |
| 21    | Ouverture / Fermeture 26 août 2019 / — | Longueur —                                                                                | Durée 30-45 min                                                                           | Nb. d’arrêts 36                                                                           | Matériel Citaro C1 Facelift, Urbanway 12 GNV, Citaro G C1 Facelift, Urbanway 18 GNV                                    | Jours de fonctionnement L, Ma, Me, J, V, S, D                                             | Jour / Soir / Nuit / Fêtes O / O / N / O                                                  | Voy. / an —                                                                               | Dépôt Marcel Brot                                                                         |
| 21    | Desserte : - Communes desservies : Nancy, Jarville-la-Malgrange, Heillecourt, Fléville-devant-Nancy. - Principaux arrêts desservis : Nancy Gare, Place des Vosges, Jarville Mairie, Route de Fléville, L'Orée du Bois, Fléville Mairie, Fléville, Ludres Marvingt. |                                                                                           |                                                                                           |                                                                                           | |                                                                                           |                                                                                           |                                                                                           |                                                                                           |
| 21    | Autre : - Amplitude horaire : Du lundi au samedi de 6h à 21h, le dimanche et les jours fériés de 11h à 18h15. - Fréquence : Du lundi au vendredi en période scolaire toutes les 30 minutes en heures de pointe et toutes les heures le reste du temps. Le samedi en période scolaire et du lundi au samedi en période de vacances scolaires toutes les heures. 6 allers-retours le dimanche et les jours fériés. - Parcours spécifique : Desserte de la ZI Ludres-Fléville puis terminus à Ludres Marvingt à raison de 11 allers-retours journaliers du lundi au vendredi en période scolaire et 9 allers-retours journaliers du lundi au vendredi en période de vacances scolaires. - Date de dernière mise à jour : 30 mars 2020. |                                                                                           |                                                                                           |                                                                                           | |                                                                                           |                                                                                           |                                                                                           |                                                                                           |
| 21    | Dernière actualisation : — |                                                                                           |                                                                                           |                                                                                           | |                                                                                           |                                                                                           |                                                                                           |                                                                                           |
| 22    | Essey Porte Verte ⥋ Saint Max Gérard Barrois | Essey Porte Verte ⥋ Saint Max Gérard Barrois                                              | Essey Porte Verte ⥋ Saint Max Gérard Barrois                                              | Essey Porte Verte ⥋ Saint Max Gérard Barrois                                              | Essey Porte Verte ⥋ Saint Max Gérard Barrois                                                                           | Essey Porte Verte ⥋ Saint Max Gérard Barrois                                              | Essey Porte Verte ⥋ Saint Max Gérard Barrois                                              | Essey Porte Verte ⥋ Saint Max Gérard Barrois                                              | Essey Porte Verte ⥋ Saint Max Gérard Barrois                                              |
| 22    | Ouverture / Fermeture 26 août 2019 / — | Longueur —                                                                                | Durée 30 min                                                                              | Nb. d’arrêts 25                                                                           | Matériel Citelis 12 GNV, Urbanway 12 GNV                                                                               | Jours de fonctionnement L, Ma, Me, J, V, S                                                | Jour / Soir / Nuit / Fêtes O / O / N / N                                                  | Voy. / an —                                                                               | Dépôt Marcel Brot                                                                         |
| 22    | Desserte : - Communes desservies : Essey-lès-Nancy, Pulnoy, Saulxures-lès-Nancy, Tomblaine, Saint-Max. - Principaux arrêts desservis : Essey Porte Verte, Vervaux, Saulxures Mairie, Grand Pâquis, Galilée, Concorde, Varoquaux, Saint-Max Gérard Barrois. |                                                                                           |                                                                                           |                                                                                           | |                                                                                           |                                                                                           |                                                                                           |                                                                                           |
| 22    | Autre : - Amplitude horaire : Du lundi au samedi de 7h à 19h30. - Fréquence : Du lundi au vendredi en période scolaire toutes les 40 minutes, le samedi et du lundi au samedi en période de vacances toutes les heures. - Date de dernière mise à jour : 30 juillet 2019. |                                                                                           |                                                                                           |                                                                                           | |                                                                                           |                                                                                           |                                                                                           |                                                                                           |
| 22    | Dernière actualisation : — |                                                                                           |                                                                                           |                                                                                           | |                                                                                           |                                                                                           |                                                                                           |                                                                                           |

#### Ligne Brabois Express
| Ligne           | Caractéristiques | Caractéristiques           | Caractéristiques           | Caractéristiques           | Caractéristiques                                                                              | Caractéristiques                     | Caractéristiques                         | Caractéristiques           | Caractéristiques           |
| Brabois Express | Ligne Brabois Express | Ligne Brabois Express      | Ligne Brabois Express      | Ligne Brabois Express      | Ligne Brabois Express                                                                         | Ligne Brabois Express                | Ligne Brabois Express                    | Ligne Brabois Express      | Ligne Brabois Express      |
| Brabois Express | Nancy Gare ⥋ Brabois Santé | Nancy Gare ⥋ Brabois Santé | Nancy Gare ⥋ Brabois Santé | Nancy Gare ⥋ Brabois Santé | Nancy Gare ⥋ Brabois Santé                                                                    | Nancy Gare ⥋ Brabois Santé           | Nancy Gare ⥋ Brabois Santé               | Nancy Gare ⥋ Brabois Santé | Nancy Gare ⥋ Brabois Santé |
| --------------- | --- | -------------------------- | -------------------------- | -------------------------- | --------------------------------------------------------------------------------------------- | ------------------------------------ | ---------------------------------------- | -------------------------- | -------------------------- |
| Brabois Express | Ouverture / Fermeture 29 août 2022 / — | Longueur 13,35 km          | Durée 30 min               | Nb. d’arrêts 8             | Matériel Citaro C1, C1 Facelift et G C1 Facelift Citaro C2 NGT Citelis 12 GNV Urbanway 12 GNV | Jours de fonctionnement L, Ma, Me, J | Jour / Soir / Nuit / Fêtes O / O / — / O | Voy. / an —                | Dépôt Marcel Brot          |
| Brabois Express | Desserte : - Communes desservies : Nancy, Villers-lès-Nancy, Vandœuvre-lès-Nancy. - Principaux arrêts desservis : Nancy Gare, Tour Thiers Gare, Painlevé, Campus Brabois Santé, Campus Brabois Ecoles d’Ingénieurs, Vandœuvre CHU Brabois. |                            |                            |                            |                                                                                               |                                      |                                          |                            |                            |
| Brabois Express | Autre : - Amplitude horaire : Du lundi au vendredi de 6h30 à 19h30. - Fréquence de Passage : Un passage toutes les 15 minutes en journée du lundi au vendredi. - Date de dernière mise à jour : 25 décembre 2024.                          |                            |                            |                            |                                                                                               |                                      |                                          |                            |                            |
| Brabois Express | Dernière actualisation : — |                            |                            |                            |                                                                                               |                                      |                                          |                            |                            |

#### Lignes suburbaines
| Ligne | Caractéristiques | Caractéristiques                                                                         | Caractéristiques                                                                         | Caractéristiques                                                                         | Caractéristiques                                                                         | Caractéristiques                                                                         | Caractéristiques                                                                         | Caractéristiques                                                                         | Caractéristiques                                                                         |
| 10    | Pompey Fonds de Lavaux ⥋ Brabois Santé | Pompey Fonds de Lavaux ⥋ Brabois Santé                                                   | Pompey Fonds de Lavaux ⥋ Brabois Santé                                                   | Pompey Fonds de Lavaux ⥋ Brabois Santé                                                   | Pompey Fonds de Lavaux ⥋ Brabois Santé                                                   | Pompey Fonds de Lavaux ⥋ Brabois Santé                                                   | Pompey Fonds de Lavaux ⥋ Brabois Santé                                                   | Pompey Fonds de Lavaux ⥋ Brabois Santé                                                   | Pompey Fonds de Lavaux ⥋ Brabois Santé                                                   |
| ----- | --- | ---------------------------------------------------------------------------------------- | ---------------------------------------------------------------------------------------- | ---------------------------------------------------------------------------------------- | ---------------------------------------------------------------------------------------- | ---------------------------------------------------------------------------------------- | ---------------------------------------------------------------------------------------- | ---------------------------------------------------------------------------------------- | ---------------------------------------------------------------------------------------- |
| 10    | Ouverture / Fermeture 26 août 2019 / — | Longueur —                                                                               | Durée 65-95 min                                                                          | Nb. d’arrêts 64                                                                          | Matériel Urbanway 18 Hybride GNV                                                         | Jours de fonctionnement L, Ma, Me, J, V, S, D                                            | Jour / Soir / Nuit / Fêtes O / O / N / O                                                 | Voy. / an —                                                                              | Dépôt Keolis Bouxières                                                                   |
| 10    | Desserte : - Communes desservies au sein de la métropole : Maxéville, Nancy, Villers-lès-Nancy, Vandœuvre-lès-Nancy. - Principaux arrêts desservis au sein de la métropole : Courbet, Place Carnot, Nancy Gare, Painlevé, Baudricourt, Vandoeuvre CHU Brabois. |                                                                                          |                                                                                          |                                                                                          |                                                                                          |                                                                                          |                                                                                          |                                                                                          |                                                                                          |
| 10    | Autre : - Amplitude horaire : Du lundi au samedi toute l'année de 5h45 à 20h15. Le dimanche et les jours fériés de 7h à 20h. - Fréquence de Passage : Toutes les 30 minutes et 15 minutes en heure de pointe (nette amélioration des passages) lundi au vendredi en période scolaire, toutes les 30 minutes le samedi et du lundi au vendredi en période de vacances scolaires. Le dimanche et les jours fériés, 11 allers-retours pour le bassin de Pompey. - Desserte spécifique : Les dimanches et les jours fériés, les arrêts Tour Thiers Gare à Brabois Santé ne sont pas desservis, (Pompey Fonds de Lavaux - Nancy République). - Date de dernière mise à jour : 11 octobre 2021. |                                                                                          |                                                                                          |                                                                                          |                                                                                          |                                                                                          |                                                                                          |                                                                                          |                                                                                          |
| 10    | Dernière actualisation : — |                                                                                          |                                                                                          |                                                                                          |                                                                                          |                                                                                          |                                                                                          |                                                                                          |                                                                                          |
| 23    | Vandoeuvre Vélodrome ⥋ Dombasle Saulcy | Vandoeuvre Vélodrome ⥋ Dombasle Saulcy                                                   | Vandoeuvre Vélodrome ⥋ Dombasle Saulcy                                                   | Vandoeuvre Vélodrome ⥋ Dombasle Saulcy                                                   | Vandoeuvre Vélodrome ⥋ Dombasle Saulcy                                                   | Vandoeuvre Vélodrome ⥋ Dombasle Saulcy                                                   | Vandoeuvre Vélodrome ⥋ Dombasle Saulcy                                                   | Vandoeuvre Vélodrome ⥋ Dombasle Saulcy                                                   | Vandoeuvre Vélodrome ⥋ Dombasle Saulcy                                                   |
| 23    | Ouverture / Fermeture 26 août 2019 / — | Longueur —                                                                               | Durée —                                                                                  | Nb. d’arrêts —                                                                           | Matériel Citaro C1 Facelift                                                              | Jours de fonctionnement L, Ma, Me, J, V, S                                               | Jour / Soir / Nuit / Fêtes O / O / N / N                                                 | Voy. / an —                                                                              | Dépôt Keolis Bouxières                                                                   |
| 23    | Desserte : - Communes desservies au sein de la métropole : Vandœuvre-lès-Nancy, Jarville-la-Malgrange, Heillecourt, Laneuveville-devant-Nancy. - Principaux arrêts desservis au sein de la métropole : Vandoeuvre Vélodrome, Nations, Route de Fléville, Laneuveville Piscine. |                                                                                          |                                                                                          |                                                                                          |                                                                                          |                                                                                          |                                                                                          |                                                                                          |                                                                                          |
| 23    | Autre : - Amplitude horaire : Du lundi au samedi toute l'année de 6h à 20h30. - Fréquence de Passage : Toutes les 60 à 80 minutes (de fort retards constaté) du lundi au samedi toute l'année. - Date de dernière mise à jour : 30 mars 2020. |                                                                                          |                                                                                          |                                                                                          |                                                                                          |                                                                                          |                                                                                          |                                                                                          |                                                                                          |
| 23    | Dernière actualisation : — |                                                                                          |                                                                                          |                                                                                          |                                                                                          |                                                                                          |                                                                                          |                                                                                          |                                                                                          |
| 24    | Art-sur-Meurthe ⥋ Dombasle Saulcy | Art-sur-Meurthe ⥋ Dombasle Saulcy                                                        | Art-sur-Meurthe ⥋ Dombasle Saulcy                                                        | Art-sur-Meurthe ⥋ Dombasle Saulcy                                                        | Art-sur-Meurthe ⥋ Dombasle Saulcy                                                        | Art-sur-Meurthe ⥋ Dombasle Saulcy                                                        | Art-sur-Meurthe ⥋ Dombasle Saulcy                                                        | Art-sur-Meurthe ⥋ Dombasle Saulcy                                                        | Art-sur-Meurthe ⥋ Dombasle Saulcy                                                        |
| 24    | Ouverture / Fermeture 26 août 2019 / — | Longueur —                                                                               | Durée —                                                                                  | Nb. d’arrêts —                                                                           | Matériel Citaro C1 Facelift                                                              | Jours de fonctionnement L, Ma, Me, J, V, S, D                                            | Jour / Soir / Nuit / Fêtes O / O / N / O                                                 | Voy. / an —                                                                              | Dépôt Keolis Bouxières                                                                   |
| 24    | Desserte : - Communes desservies au sein de la métropole : Art-sur-Meurthe, Laneuveville-devant-Nancy. - Principaux arrêts desservis au sein de la métropole : Art-sur-Meurthe, Laneuveville Mairie. |                                                                                          |                                                                                          |                                                                                          |                                                                                          |                                                                                          |                                                                                          |                                                                                          |                                                                                          |
| 24    | Autre : - Amplitude horaire : Du lundi au samedi toute l'année de 6h à 19h30. Le dimanche et les jours fériés de 10h à 20h30. - Fréquence de Passage : Toutes les 40 à 60 minutes (de fort retards constatés) du lundi au vendredi en période scolaire, toutes les 80 minutes le samedi et du lundi au vendredi en période de vanaces scolaires, 9 allers-retours le dimanche et les jours fériés. - Date de dernière mise à jour : 29 novembre 2021. |                                                                                          |                                                                                          |                                                                                          |                                                                                          |                                                                                          |                                                                                          |                                                                                          |                                                                                          |
| 24    | Dernière actualisation : — |                                                                                          |                                                                                          |                                                                                          |                                                                                          |                                                                                          |                                                                                          |                                                                                          |                                                                                          |
| 100   | Pont-St-Vincent / Chaligny Cap Filéo ⥋ Vandœuvre Brabois Santé / Villers Lycée Stanislas | Pont-St-Vincent / Chaligny Cap Filéo ⥋ Vandœuvre Brabois Santé / Villers Lycée Stanislas | Pont-St-Vincent / Chaligny Cap Filéo ⥋ Vandœuvre Brabois Santé / Villers Lycée Stanislas | Pont-St-Vincent / Chaligny Cap Filéo ⥋ Vandœuvre Brabois Santé / Villers Lycée Stanislas | Pont-St-Vincent / Chaligny Cap Filéo ⥋ Vandœuvre Brabois Santé / Villers Lycée Stanislas | Pont-St-Vincent / Chaligny Cap Filéo ⥋ Vandœuvre Brabois Santé / Villers Lycée Stanislas | Pont-St-Vincent / Chaligny Cap Filéo ⥋ Vandœuvre Brabois Santé / Villers Lycée Stanislas | Pont-St-Vincent / Chaligny Cap Filéo ⥋ Vandœuvre Brabois Santé / Villers Lycée Stanislas | Pont-St-Vincent / Chaligny Cap Filéo ⥋ Vandœuvre Brabois Santé / Villers Lycée Stanislas |
| 100   | Ouverture / Fermeture 31 août 2020 / — | Longueur De 9,5 à 18,5 km                                                                | Durée 45 min                                                                             | Nb. d’arrêts —                                                                           | Matériel Urbanway 12 Hybrid GNV Mercedes Intouro                                         | Jours de fonctionnement L, Ma, Me, J, V, S, D                                            | Jour / Soir / Nuit / Fêtes O / N / N / O                                                 | Voy. / an —                                                                              | Dépôt Keolis Bouxières                                                                   |
| 100   | Desserte : - Communes desservies : Pont-Saint-Vincent, Chaligny, Neuves-Maisons, Chavigny, Vandoeuvre-lès-Nancy, Villers-lès-Nancy. - Principaux arrêts desservis : Pont-Saint-Vincent, Chaligny Cap Filéo, Neuves-Maisons Point Central, Vandoeuvre CHU Brabois, Vélodrome, Villers Lycée Stanislas. |                                                                                          |                                                                                          |                                                                                          |                                                                                          |                                                                                          |                                                                                          |                                                                                          |                                                                                          |
| 100   | Évolution : La ligne était exploitée par des Citaro C1, Citaro C1 facelift et des Citaro C2 NGT jusqu'en mai 2023. La ligne est depuis exploitée avec des Urbanway 12 Hybrid GNV. À partir de la rentrée 2023, les courses scolaires du matin et du soir se font par autocar de types Intouro. Autre : - Fréquence : Du lundi au dimanche - Particularité : Certains arrêts ne sont pas desservis quand le chauffeur estime qu'il a déjà suffisamment de passagers. - Date de dernière mise à jour : 3 décembre 2023. |                                                                                          |                                                                                          |                                                                                          |                                                                                          |                                                                                          |                                                                                          |                                                                                          |                                                                                          |
| 100   | Dernière actualisation : — |                                                                                          |                                                                                          |                                                                                          |                                                                                          |                                                                                          |                                                                                          |                                                                                          |                                                                                          |

#### Lignes citadine
| Ligne      | Caractéristiques | Caractéristiques        | Caractéristiques        | Caractéristiques        | Caractéristiques           | Caractéristiques                           | Caractéristiques                         | Caractéristiques        | Caractéristiques        |
| Citadine 1 | Citadine de Nancy | Citadine de Nancy       | Citadine de Nancy       | Citadine de Nancy       | Citadine de Nancy          | Citadine de Nancy                          | Citadine de Nancy                        | Citadine de Nancy       | Citadine de Nancy       |
| Citadine 1 | Nancy Gare ⥋ Nancy Gare | Nancy Gare ⥋ Nancy Gare | Nancy Gare ⥋ Nancy Gare | Nancy Gare ⥋ Nancy Gare | Nancy Gare ⥋ Nancy Gare    | Nancy Gare ⥋ Nancy Gare                    | Nancy Gare ⥋ Nancy Gare                  | Nancy Gare ⥋ Nancy Gare | Nancy Gare ⥋ Nancy Gare |
| ---------- | --- | ----------------------- | ----------------------- | ----------------------- | -------------------------- | ------------------------------------------ | ---------------------------------------- | ----------------------- | ----------------------- |
| Citadine 1 | Ouverture / Fermeture 6 décembre 2019 / — | Longueur 4,8 km         | Durée 28-30 min         | Nb. d’arrêts 15         | Matériel Bolloré Bluebus 6 | Jours de fonctionnement L, Ma, Me, J, V, S | Jour / Soir / Nuit / Fêtes O / O / N / N | Voy. / an —             | Dépôt Marcel Brot       |
| Citadine 1 | Desserte : - Communes desservies : Nancy. - Principaux arrêts desservis : Poirel, Manufacture, Porte de la Craffe, Saint Epvre, Place Stanislas. - Zone d'arrêt à la demande : Rue des Dominicains, Grande Rue et Rue du Pont Mouja (simple geste de la main au conducteur) - Ligne totalement gratuite depuis le 16 septembre 2022. |                         |                         |                         |                            |                                            |                                          |                         |                         |
| Citadine 1 | Autre : - Amplitude horaire : Du lundi au samedi de 7h à 19h30 - Fréquence de Passage : Un passage toutes les 20 minutes du lundi au samedi, toute l'année (hors jours fériés) - Date de dernière mise à jour : 17 septembre 2022.                                                                                                   |                         |                         |                         |                            |                                            |                                          |                         |                         |
| Citadine 1 | Dernière actualisation : — |                         |                         |                         |                            |                                            |                                          |                         |                         |
| Citadine 2 | Citadine de Vandoeuvre | Citadine de Vandoeuvre  | Citadine de Vandoeuvre  | Citadine de Vandoeuvre  | Citadine de Vandoeuvre     | Citadine de Vandoeuvre                     | Citadine de Vandoeuvre                   | Citadine de Vandoeuvre  | Citadine de Vandoeuvre  |
| Citadine 2 | Vandoeuvre Roberval ⥋ Vandoeuvre Roberval |                         |                         |                         |                            |                                            |                                          |                         |                         |
| Citadine 2 | Ouverture / Fermeture 6 décembre 2019 / — | Longueur —              | Durée 20 min            | Nb. d’arrêts 18         | Matériel Bolloré Bluebus 6 | Jours de fonctionnement L, Ma, Me, J, V, S | Jour / Soir / Nuit / Fêtes O / O / N / N | Voy. / an —             | Dépôt Marcel Brot       |
| Citadine 2 | Desserte : - Communes desservies : Vandœuvre-lès-Nancy. - Principaux arrêts desservis : Vandœuvre Roberval, Jeanne D'arc, Angleterre, Parc des sports - Nations, Vélodrome, Hôtel de ville. |                         |                         |                         |                            |                                            |                                          |                         |                         |
| Citadine 2 | Autre : - Amplitude horaire : Du lundi au samedi de 10h à 19h - Fréquence de Passage : Un passage toutes les 30 minutes du lundi au samedi toute l'année - Date de dernière mise à jour : 17 septembre 2022. |                         |                         |                         |                            |                                            |                                          |                         |                         |
| Citadine 2 | Dernière actualisation : — |                         |                         |                         |                            |                                            |                                          |                         |                         |

#### Lignes de proximité
Pour les lignes de proximités, les véhicules utilisé, comme pour les lignes urbaines, ne sont pas spécifiques à une seule ligne. Ainsi, ces lignes peuvent utiliser l'un des véhicules suivant : Dietrich City 23, Vehixel cytios 3/23, Mercedes sprinter city 35. Cependant, la ligne 30 est exploitée à la fois avec des véhicules standard, mais aussi avec des véhicules de type minibus (heure creuse, dimanche...). Elle a été classée dans les lignes de proximité en raison de sa faible fréquence et utilise principalement des bus de type Irisbus Citelis 12 et Iveco Urbanway 12.
| Ligne    | Caractéristiques | Caractéristiques                            | Caractéristiques                            | Caractéristiques                            | Caractéristiques                            | Caractéristiques                            | Caractéristiques                            | Caractéristiques                            | Caractéristiques                            |
| 30       | Laneuveville Gare ⥋ Villers Campus Sciences | Laneuveville Gare ⥋ Villers Campus Sciences | Laneuveville Gare ⥋ Villers Campus Sciences | Laneuveville Gare ⥋ Villers Campus Sciences | Laneuveville Gare ⥋ Villers Campus Sciences | Laneuveville Gare ⥋ Villers Campus Sciences | Laneuveville Gare ⥋ Villers Campus Sciences | Laneuveville Gare ⥋ Villers Campus Sciences | Laneuveville Gare ⥋ Villers Campus Sciences |
| -------- | --- | ------------------------------------------- | ------------------------------------------- | ------------------------------------------- | ------------------------------------------- | ------------------------------------------- | ------------------------------------------- | ------------------------------------------- | ------------------------------------------- |
| 30       | Ouverture / Fermeture 26 août 2019 / — | Longueur —                                  | Durée 35 min                                | Nb. d’arrêts 28                             | Matériel Bus 12m et minibus                 | Jours de fonctionnement L, Ma, Me, J, V, S  | Jour / Soir / Nuit / Fêtes O / O / N / N    | Voy. / an —                                 | Dépôt Marcel Brot                           |
| 30       | Desserte : - Communes desservies : Laneuveville-devant-Nancy, Heillecourt, Vandœuvre-lès-Nancy, Villers-lès-Nancy. - Principaux arrêts desservis : Laneuveville Gare, Laneuveville Mairie, 5 Fontaines, Heillecourt Mairie, Kehl, Vélodrome, Villers Campus Sciences. |                                             |                                             |                                             |                                             |                                             |                                             |                                             |                                             |
| 30       | Autre : - Amplitude horaire : De 8h à 19h du lundi au vendredi en période scolaire et de 10h à 17h30 le samedi et du lundi au vendredi en période de vacances scolaires. - Fréquence de Passage : 10 allers-retours journaliers du lundi au vendredi en période scolaire et 6 allers-retours le samedi et du lundi au vendredi en période de vacances scolaires. - Date de dernière mise à jour : 30 juillet 2019.           |                                             |                                             |                                             |                                             |                                             |                                             |                                             |                                             |
| 30       | Dernière actualisation : — |                                             |                                             |                                             |                                             |                                             |                                             |                                             |                                             |
| 31a et b | Essey La Fallée ⥋ Essey Plein Soleil | Essey La Fallée ⥋ Essey Plein Soleil        | Essey La Fallée ⥋ Essey Plein Soleil        | Essey La Fallée ⥋ Essey Plein Soleil        | Essey La Fallée ⥋ Essey Plein Soleil        | Essey La Fallée ⥋ Essey Plein Soleil        | Essey La Fallée ⥋ Essey Plein Soleil        | Essey La Fallée ⥋ Essey Plein Soleil        | Essey La Fallée ⥋ Essey Plein Soleil        |
| 31a et b | Ouverture / Fermeture 26 août 2019 / — | Longueur —                                  | Durée 40 min                                | Nb. d’arrêts 20-25                          | Matériel minibus                            | Jours de fonctionnement L, Ma, Me, J, V, S  | Jour / Soir / Nuit / Fêtes O / N / N / N    | Voy. / an —                                 | Dépôt Marcel Brot                           |
| 31a et b | Desserte : - Communes desservies : Essey-lès-Nancy, Saint-Max. - Principaux arrêts desservis au sein de la métropole : Essey Plein Soleil, Essey Mairie, Essey Roosevelt, Essey Mouzimpré, Emile Gallé, Gérard Barrois, Place de Gaulle, Bas Château, Essey La Fallée. |                                             |                                             |                                             |                                             |                                             |                                             |                                             |                                             |
| 31a et b | Autre : - Amplitude horaire : De 7h30 à 18h du lundi au vendredi en période scolaire et de 9h à 17h30 le samedi. - Fréquence de Passage : 7-8 allers-retours journaliers du lundi au vendredi en période scolaire et 5-6 allers-retours journaliers le samedi. - Date de dernière mise à jour : 19 mai 2025. |                                             |                                             |                                             |                                             |                                             |                                             |                                             |                                             |
| 31a et b | Dernière actualisation : — |                                             |                                             |                                             |                                             |                                             |                                             |                                             |                                             |
| 32       | Essey La Fallée ⥋ Nancy Jean Lamour | Essey La Fallée ⥋ Nancy Jean Lamour         | Essey La Fallée ⥋ Nancy Jean Lamour         | Essey La Fallée ⥋ Nancy Jean Lamour         | Essey La Fallée ⥋ Nancy Jean Lamour         | Essey La Fallée ⥋ Nancy Jean Lamour         | Essey La Fallée ⥋ Nancy Jean Lamour         | Essey La Fallée ⥋ Nancy Jean Lamour         | Essey La Fallée ⥋ Nancy Jean Lamour         |
| 32       | Ouverture / Fermeture 26 août 2019 / — | Longueur —                                  | Durée 30 min                                | Nb. d’arrêts 34                             | Matériel minibus                            | Jours de fonctionnement L, Ma, Me, J, V, S  | Jour / Soir / Nuit / Fêtes O / N / N / N    | Voy. / an —                                 | Dépôt Marcel Brot                           |
| 32       | Desserte : - Communes desservies : Essey-lès-Nancy, Saint-Max, Malzéville, Maxéville, Nancy. - Principaux arrêts desservis : Essey La Fallée, Charmettes, Gérard Barrois, Alexandre 1er, Malzéville Mairie, MJC 3 Maisons, Maxéville Mairie, Nancy Jean Lamour. |                                             |                                             |                                             |                                             |                                             |                                             |                                             |                                             |
| 32       | Autre : - Amplitude horaire : De 7h30 à 18h du lundi au vendredi en période scolaire et de 9h à 18h le samedi et du lundi au vendredi en période de vacances scolaires. - Fréquence de Passage : 7 allers-retours journaliers du lundi au vendredi en période scolaire et 6 allers-retours journaliers le samedi et du lundi au vendredi en période de vacances scolaires. - Date de dernière mise à jour : 30 juillet 2019. |                                             |                                             |                                             |                                             |                                             |                                             |                                             |                                             |
| 32       | Dernière actualisation : — |                                             |                                             |                                             |                                             |                                             |                                             |                                             |                                             |
| 33       | Nancy Cimetière du Sud ⥋ Nancy Marcel Brot | Nancy Cimetière du Sud ⥋ Nancy Marcel Brot  | Nancy Cimetière du Sud ⥋ Nancy Marcel Brot  | Nancy Cimetière du Sud ⥋ Nancy Marcel Brot  | Nancy Cimetière du Sud ⥋ Nancy Marcel Brot  | Nancy Cimetière du Sud ⥋ Nancy Marcel Brot  | Nancy Cimetière du Sud ⥋ Nancy Marcel Brot  | Nancy Cimetière du Sud ⥋ Nancy Marcel Brot  | Nancy Cimetière du Sud ⥋ Nancy Marcel Brot  |
| 33       | Ouverture / Fermeture 26 août 2019 / — | Longueur —                                  | Durée 30 min                                | Nb. d’arrêts 20                             | Matériel minibus                            | Jours de fonctionnement L, Ma, Me, J, V, S  | Jour / Soir / Nuit / Fêtes O / N / N / N    | Voy. / an —                                 | Dépôt Marcel Brot                           |
| 33       | Desserte : - Communes desservies : Nancy. - Principaux arrêts desservis : Nancy Marcel Brot, Victor, Place des Vosges, Marché Central, Nancy Cimetière du Sud. |                                             |                                             |                                             |                                             |                                             |                                             |                                             |                                             |
| 33       | Autre : - Amplitude horaire : De 7h à 19h du lundi au samedi toute l'année. - Fréquence de Passage : 10 allers-retours journaliers du lundi au samedi toute l'année. - Date de dernière mise à jour : 30 mars 2020. |                                             |                                             |                                             |                                             |                                             |                                             |                                             |                                             |
| 33       | Dernière actualisation : — |                                             |                                             |                                             |                                             |                                             |                                             |                                             |                                             |

#### Ligne Pleine Lune
| Ligne       | Caractéristiques | Caractéristiques        | Caractéristiques        | Caractéristiques        | Caractéristiques          | Caractéristiques                | Caractéristiques                         | Caractéristiques        | Caractéristiques        |
| Pleine Lune | Nancy Gare ⥋ Nancy Gare | Nancy Gare ⥋ Nancy Gare | Nancy Gare ⥋ Nancy Gare | Nancy Gare ⥋ Nancy Gare | Nancy Gare ⥋ Nancy Gare   | Nancy Gare ⥋ Nancy Gare         | Nancy Gare ⥋ Nancy Gare                  | Nancy Gare ⥋ Nancy Gare | Nancy Gare ⥋ Nancy Gare |
| ----------- | --- | ----------------------- | ----------------------- | ----------------------- | ------------------------- | ------------------------------- | ---------------------------------------- | ----------------------- | ----------------------- |
| Pleine Lune | Ouverture / Fermeture 5 septembre 2019 / — | Longueur —              | Durée —                 | Nb. d’arrêts 24         | Matériel Mercedes Intouro | Jours de fonctionnement J, V, S | Jour / Soir / Nuit / Fêtes N / N / O / N | Voy. / an —             | Dépôt Keolis Bouxières  |
| Pleine Lune | Desserte : - Communes desservies : Nancy, Vandœuvre-lès-Nancy, Laxou, Villers-lès-Nancy - Principaux arrêts desservis : Nancy Gare, Place Charles 3 Point central, ARTEM Blandan, Vélodrome, Villers Mairie, Provinces, Nancy Gare. |                         |                         |                         |                           |                                 |                                          |                         |                         |
| Pleine Lune | Autre : - Amplitude horaire : De 1h30 à 4h30 durant les nuits de jeudi à vendredi, vendredi à samedi, samedi à dimanche et veille de jour férié à jour férié. - Fréquence de Passage : 4 départs/passages. - Remarque : La ligne est exploitée à l'aide de cars. Elle emprunte le site propre de la ligne T1 entre Parc de Saurupt et Vélodrome, contrairement à l'époque du tramway sur pneu. - Date de dernière mise à jour : 17 septembre 2022. |                         |                         |                         |                           |                                 |                                          |                         |                         |
| Pleine Lune | Dernière actualisation : — |                         |                         |                         |                           |                                 |                                          |                         |                         |

### Évolution
Lors de la mise en place du nouveau réseau Stan le 24 août 2013, il comptait 25 lignes régulières réparties à raison de 4 lignes Stanway (1 à 4), 11 lignes Stanbus (5 à 15), 2 lignes StanExpress, 2 lignes P'tit Stan, 2 lignes Mobistan, 4 services Taxistan. Ce réseau était complété alors de 14 lignes Stanplus, 15 lignes événementielles et le service Handistan.
À compter du 6 janvier 2014, le réseau compte 25 lignes régulières réparties à raison de 4 lignes Stanway (1 à 4), 15 lignes Stanbus (5 à 19), 6 lignes de proximité dont 3 P'tit Stan, 2 Mobistan et 1 Taxistan. Ce réseau de base est complété par 13 lignes scolaires Stanplus (A à S), 1 navette régulière (CHU), 7 navettes événementielles et le service Handistan réservé aux PMR.
Un service de nuit a existé de novembre 2013 à juillet 2014 sur les lignes 1, 2 et 14.
Les dernières modifications concernent les niveaux de service, prévues pour le 29 juin 2015  ainsi que sur une refonte des lignes 18 et P'tit Stan de Pulnoy, ainsi qu'une expérimentation sur la ligne 10, stoppée au bout de 4 mois.
Des modifications ont été votées le 1er avril 2016, elles seront mises en place pour le lundi 27 juin 2016.
Une restructuration du réseau scolaire a amené la création de la ligne R et la suppression des lignes K et N le 3 janvier 2017.
À l'été 2017, les lignes 7-11-13-14 sont passées par les arrêts Saint-Sébastien et la ligne 17 a vu son terminus du collège de Ludres repoussée à la suite d'une plainte des riverains.
La rentrée 2017 est signe d'une restructuration de la desserte de Maléville, avec le quartier Margeville nouvellement desservi, et une inversion des lignes 6-16 et 8. Par ailleurs, les lignes 7-8-11-13-14-A-E-H subissent des modifications provisoires à la suite de travaux de longue durée dans divers secteurs de l'agglomération. Enfin, le terminus Villers Lycée Stanislas est renommé Villers jardin Botanique.
Le 4 février, l'agression d'un chauffeur au terminus du Champ-le-Bœuf à Laxou a entraînée un retrait total des chauffeurs sur le réseau le lendemain, mais surtout un changement de terminus pour la ligne 10 le soir : à partir de 18h15, tous les bus au départ de Jarville font leur terminus à Laxou Champ-le-Bœuf (dernier arrêt desservi : Parc) et, à partir de 19h, tous les bus devant initialement faire leur terminus à Nancy pôle de Santé le feront finalement à Laxou Camp-le-Bœuf (premier arrêt desservi : Parc).
Le 3 septembre 2018, afin de désengorger le tram sur le technopôle de Brabois, une ligne "Navette Brabois" existe et comptabilise 2 allers-retours le matin et 2 autres le soir du lundi au vendredi y compris en période de vacances scolaires. Son tracé est identique à la ligne 8 jusqu'à la gare de Nancy pour, ensuite, passer par le centre-ville puis effectuer son terminus à l'arrêt "Hôpital Central-Maternité" des lignes 2-11-12. De plus, des modifications sont effectuées sur le plateau de Haye avec la mise en place du nouveau terminus "Laxou Sapinière" de la ligne 2 (ancien terminus de la ligne 5), le nouveau terminus "Laxou Champ-le-Bœuf" de la ligne 5, et la suppression de la ligne P'tit Stan de Laxou qui devient la ligne Mobistan de Laxou en raison d'une fréquentation trop insuffisante.
Fin juillet 2019, le réseau stan publie sur son site l'ensemble des plans et fiches horaires de son nouveau réseau qui prend effet le 26 août de la même année. Ce dernier comprend 4 lignes Tempo, 11 lignes urbaines classiques, 3 "morceaux" de lignes suburbaines, 2 navettes électriques, 4 lignes de proximité, 1 ligne de nuit, 18 lignes scolaires, le service Résago pour les zones peu peuplées, tôt le matin, ou le dimanche ainsi que le service Flexo pour des retours chez-soi jusque 0h30.
Supprimée depuis la mise en place du nouveau réseau pour laisser place à un service de transport à la demande, la fréquentation des lignes urbaines (excepté la ligne 22) le dimanche et les jours fériés fait son retour fin octobre 2019. En effet, la métropole s'est rendu compte que les habitants ont besoin de ces lignes 7 jours sur 7.
Le 6 décembre 2019, le réseau a inauguré ses deux lignes de citadine, lignes ayant pour but de desservir les principaux équipements des centres-villes de Nancy et Vandœuvre-lès-Nancy aux principaux pôles de correspondances à proximité. De plus, la ligne 23 abandonne son tronçon entre Jarville et Nancy Maréchal Juin au profit d'un nouvel itinéraire entre Heillecourt et Vandœuvre Vélodrome, afin de pallier principalement à la faible fréquence de la ligne 30. Ainsi, entre Laneuveville et Vandœuvre, cette ligne dessert pratiquement les mêmes équipements et établissements que cette dernière. La ligne 33 a également été modifiée le 24 février 2020, pour desservir le centre-ville de Nancy ainsi que le quartier de Saurupt jusqu'au terminus Nancy Cimetière du Sud (comme le faisait anciennement la ligne p'tit stan de Nancy);
À la suite de la pandémie de Covid-19 qui a eu lieu en 2020 (toujours en cours en date du 12/04/2020), le réseau Stan propose un service minimum équivalent aux horaires du dimanche pour l'ensemble du réseau urbain. Le réseau propose également des services à la demande pour le personnel hospitalier le matin et le soir, la navette CHU infirmière est renforcée et des services à la demande pour les travailleurs du soir (un couvre-feu ayant été instauré sur la métropole du grand Nancy entre 22h et 5h depuis le 27/03/2020). Les mesures sanitaires prises par le réseau sont similaires à beaucoup d'autres réseaux en France : suspension des ventes de titres à bord, obligation des vitres anti-agressions pour les conducteurs, interdiction de monter par la porte avant dans tous les véhicules, suspension des contrôle de titres et potentiels contrôles de police dans les véhicules.

### Ligne structurante "T1"
La ligne T1 dessert d'ouest en est : Brabois-Santé, Vélodrome, Artem, Garenne, la gare de Nancy, le 1er pôle commercial de Lorraine (Point Central), les espaces touristiques (à partir la station Cathédral), Meurthe-Canal, Saint-Max, et Essey-lès-Nancy. Son niveau de service nominal est d'un passage toutes les 5 minutes par sens en heure de pointe :
- la section centrale (et dimensionnante) se situe entre Vélodrome/Callot et Saint-Geoges (Meurthe-Canal). Elle enregistre 50 % des voyages, c'est-à-dire que la moitié des voyages en tram ont leur montée et leur descente à l'intérieur de cette section centrale.
- une branche irriguant Saint-Max et Essey-lès-Nancy à l'est de la Métropole (Plaines Rive Droite), dont la fréquentation serait largement compatible avec des intervalles de 6'-8'
- une branche entre Callot et Brabois-Santé, particulièrement chargée entre 7h00 et 9h00 dans le sens montant, et réciproquement le soir; mais avec très peu d'usages entre ces extrêmes. "La montée à Brabois" polarise souvent l'attention des commentateurs, alors qu'elle souffre "en premier lieu d'un problème d'urbanisme (spécialisation urbaine).

Elle est exploitée de mars 2002 à mars 2023 avec des Bombardier TVR. Les véhicules de 24,5 mètres, de plus de 150 places, sont autorisées par le STRMTG (normes des transports guidés) et par la DREAL (normes de transports non guidés), puisque la tronçon Essey - Saint-Max et celui de la montée de Brabois ne possèdent pas de rail de guidage (ligne guidée sur 60% du parcours). L'ensemble du système du tramway sur pneus Bombardier a été inauguré le 28 janvier 2001. 28 stations étaient sont desservies dans chaque sens de 10 km, grâce à 25 rames bi-articulés de tramway sur pneus, acquises à partir de 1999. L'exploitation du tram a été définitivement arrêtée en mars 2023, et la ligne fut temporairement remplacée par deux lignes de bus (A et B).
L'exploitation a repris en 2025 à l'aide de 25 trolleybus Hess LighTram 25 DC. La ligne ne comporte plus que 25 stations (fusion des stations Vélodrome et Callot, des stations Nancy Gare et Maginot, et des stations Gérard Barrois - Stade Marcel Picot et Saint-Livier). Le trolleybus dispose de 1,3 kilomètres de voies réservée supplémentaire (entre les stations Notre-Dame-des-Pauvres et Parc de Brabois). L'inauguration et la mise en service ont eu lieu le 5 avril 2025.

### Bus à haut niveau de service
La ligne T2 de bus à haut niveau de service qui relie Laxou Plateau de Haye à Laneuveville Centre via les communes de Jarville-la-Malgrange, Nancy, Maxéville et Laxou en passant par le Plateau de Haye et le quartier « Nancy Grand Cœur » (situé à proximité de la gare) a été mise en service le 24 août 2013. Cette ligne est équipée de 24 Irisbus Crealis Néo 18 « Stanway » et est à 60 % en site propre.
Dans le cadre de la mise en service de cette nouvelle ligne, le réseau Stan a été réorganisé selon le niveau de service le 24 août 2013,,,
Il a notamment été créé la ligne T3 en BHNS qui relie Villers Campus Sciences à Seichamps Haie Cerlin via les communes de Nancy, Tomblaine, Essey-lès-Nancy, Villers-lès-Nancy et Pulnoy. Cette ligne a vocation à devenir un bus à haut niveau de service et est dotée de 16 Irisbus Crealis Néo 18 « Stanway » depuis septembre 2014.

### Autobus
Le réseau de lignes classiques comprend deux lignes circulaire "Corol", trois lignes de remplacement pendant les travaux du trolleybus, 9 lignes urbaines, deux lignes Citadine et des navettes (Zénith, Stade, Palais des Sports, Parc des Expositions, Brabois).

### Dépôts et ateliers
Le réseau comporte deux dépôts :
- le dépôt "Marcel Brot" se situe rue Marcel Brot à Nancy. Il gère principalement les autobus, bien que s'y soient succédé l'ancien trolleybus, l'ancien tram sur pneu et le nouveau trolleybus. Il concentre les activités du réseau depuis les années 80 et remplace notamment l'ancien dépôt de Préville (alors situé avenue de Boufflers). Il possède des ateliers de réparation, dont plusieurs passerelles et fosses[51],[52]. L'atelier carrosserie et peinture s'y trouve également. Les parkings où sont entreposés les bus possèdent un système de recharge en GNV ;
- le dépôt de Ludres, se situant rue Henri Moissant à Ludres, est un ancien dépôt ayant appartenu à TransDev, afin d'assurer l'entretient de ses cars scolaires. Le dépôt, propriété de la métropole depuis son abandon par TransDev, appartient depuis 2023 à Keolis Grand Nancy. L'exploitant y a entreposé son parc de TVR après son arrêt de service, y a stocké les nouveaux trolleybus Hess avant leur mise en service, puis les anciens bus de remplacement avant leur ferraillage. Quelques cars roulant sur la ligne 14Ex sont stockés sur ce dépôt, afin de faciliter l'exploitation de la ligne. En 2025, ce dépôt devrait être le dépôt d'attache définitif des lignes 14Ex, 17, et 21, actuellement gérées au dépôt Marcel Brot.

## Parc de véhicules

### Trolleybus
| Constructeur | Modèle         | Longueur    | Mise en service | Nombre | Numéros de parc | Accessibilité | Lignes |
| ------------ | -------------- | ----------- | --------------- | ------ | --------------- | ------------- | ------ |
| HESS         | LighTram 25 DC | 24,4 mètres | 5 avril 2025    | 25     | 1 à 25          | Oui           | T1     |

### Bus à Haut Niveau de Service
| Constructeur | Modèle         | Mise en service | Carburant | Nombre | Numéro de parc                                  | Accessibilité | Lignes |
| ------------ | -------------- | --------------- | --------- | ------ | ----------------------------------------------- | ------------- | ------ |
| Irisbus      | Créalis Néo 18 | 2013 et 2014    | GNV       | 37     | no 602 à 619, 621 à 629, 631 à 635 et 637 à 641 | Oui           | T2-T3  |

### Bus articulés
| Constructeur  | Modèle                 | Mise en service | Carburant  | Nombre | Numéro de parc                         | Accessibilité | Lignes                                            |
| ------------- | ---------------------- | --------------- | ---------- | ------ | -------------------------------------- | ------------- | ------------------------------------------------- |
| Mercedes-Benz | Citaro G Facelift      | 2009-2010       | GNC        | 17     | no 549 à 554 et 556 à 566              | Oui           | T4 / 17 / 21 / Corol / Brabois Express            |
| Iveco         | Urbanway 18            | 2018 et 2021    | GNV        | 15     | no 401 et 402 et 404 à 416             | Oui           | T3 / T4                                           |
| Iveco         | Urbanway 18 Hybrid GNV | 2022 et 2023    | Hybrid GNV | 16     | 417 à 432                              | Oui           | T2 / T3 / T4                                      |
| Irisbus       | Citelis 18             | 2022            | GNV        | 19     | 501 à 509, 511 à 516, 518 à 521 et 523 | Oui           | anciennement la A. Ils sont à la casse maintenant |

### Bus standards
| Constructeur  | Modèle                 | Mise en service | Carburant  | Nombre | Numéro de parc                         | Accessibilité | Lignes                            |
| ------------- | ---------------------- | --------------- | ---------- | ------ | -------------------------------------- | ------------- | --------------------------------- |
| Mercedes-Benz | Citaro                 | 2006 à 2008     | GNC        | 9      | n°278 à 281, 283, 284, 286, 287 et 289 | Oui           | 11 à 30 / Corol / Brabois Express |
| Mercedes-Benz | Citaro Facelift        | 2008            | GNC        | 10     | no 290 à 299                           | Oui           | 11 à 30 / Corol / Brabois Express |
| Irisbus       | Citelis 12             | 2012            | GNC        | 17     | no 300 à 316                           | Oui           | 11 à 30 / Corol                   |
| Iveco         | Urbanway 12            | 2015 à 2017     | GNV        | 21     | no 317 à 327 et 347 à 356              | Oui           | 11 à 30 / Corol                   |
| Mercedes-Benz | Citaro Solo NGT        | 2016            | GNV        | 19     | no 327 à 346                           | Oui           | 11 à 30 / Corol / Brabois Express |
| Iveco         | Urbanway 12 Hybrid GNV | 2024            | Hybrid GNV | 13     | no 357 à 369                           | Oui           | 12, 15 et 21                      |

### Minibus
| Constructeur  | Modèle           | Mise en service | Carburant  | Nombre | Numéro de parc | Accessibilité | Lignes                                          |
| ------------- | ---------------- | --------------- | ---------- | ------ | -------------- | ------------- | ----------------------------------------------- |
| Renault       | Master           | 2006 à 2013     | Diesel     | 21     | no 700 à 799   | Oui           | Handistan                                       |
| Vehixel       | Cytios 3/23      | 2009            | Diesel     | 5      | no 901 à 905   | Non           | 31 / 32 / 33 / Résago-Flexo Casse pour certains |
| Mercedes-Benz | Sprinter City 35 | ?               | Diesel     | 2      | no 990 et 991  | Non           | 31 / 32 / 33 / Résago-Flexo Casse actuellement  |
| Mercedes-Benz | Dietrich City 23 | 2015            | Diesel     | 7      | no 913 à 919   | Oui           | 31 / 32 / 33 / Résago-Flexo                     |
| Bolloré       | Bluebus 6        | 2019            | Electrique | 5      | no 951 à 955   | Oui           | Citadine 1 / Citadine 2                         |

### Cars et sous-traitance
Des cars Mercedes-Benz Intouro et des Iveco Bus Crossway sont utilisés sur la ligne 14 Express ainsi que sur les lignes scolaires 50 à 67.

### Lignes suburbaines
Les lignes 10 et 100 sont exploitées par le réseau SUB et utilisent des Urbanway 18 Hybrid GNV en versions standard et articulée. Les lignes 23 et 24 utilisent des Citaro C1 facelift.

## Autres réseaux de transports dans le bassin de vie de l'agglomération nancéienne

### Autobus et autocars
Le réseau STAN ne dessert que le périmètre de la Métropole du Grand Nancy alors que le bassin de vie de l'agglomération s'étend bien au-delà. Pour pallier ce problème d'intégration des 4 intercommunalités, trois réseaux ont été créés au fil des années :
- Sub qui est un réseau suburbain de 10 lignes qui relie les différentes communes du bassin de vie à la ville de Nancy. Ce réseau est découpé en trois zones : nord, est et ouest.
- T'MM est complémentaire de la zone Ouest du réseau Sub. Il comprend 5 lignes qui desservent la communauté de communes Moselle et Madon.
- Le Sit est complémentaire de la zone Nord du réseau Sub. Il comprend 7 lignes qui desservent la communauté de communes du bassin de Pompey.

### Desserte ferroviaire
L'agglomération est desservie également par les trains TER Grand Est (Lignes 1, 6a, 12 et 29). L'accès à bord des TER est autorisé avec des titres STAN sur les 5 gares de la métropole de Nancy (gare de Nancy, gare de Jarville, gare de Laneuveville, gare de Ludres et d'Houdemont) et des titres Sub, SIT, ou MixCités dans un périmètre de 13 gares de l'agglomération (Champigneulles, Frouard, Houdemont, Jarville-La-Malgrange, Laneuveville-devant-Nancy, Liverdun, Ludres, Marbache, Messein, Nancy, Neuves-Maisons, Pompey et Pont-Saint-Vincent).